# 銀魂動畫集數列表
日本電視動畫《銀魂》由日昇動畫製作，改編自漫畫家空知英秋同名漫畫《銀魂》，并于東京電視網放映。
2012年10月4日起第2期延長戰開始播放，集數承接第2期，從253話開始，与《銀魂精選集》共同播放，但精選集話數沒有計入新作話數中。2013年4月4日開始於日本時間每週四25:58-26:28在BS日本有銀魂「精選集」（銀魂'重播，從第202話開始）播出。
2015年年4月8日展開新系列，新作動畫正式播出。
注：
- 「1hr SP」表示該日播放的動畫為「1小時特別篇」。
- 標題翻譯皆參考於銀魂漫畫。

## 銀魂（第1期）
| 話數 | 標題                                                           | 篇名                   | 使用原作                    | 製作人員   | 製作人員          | 製作人員         | 製作人員              | TV播放日               |
| 話數 | 標題                                                           | 篇名                   | 使用原作                    | 劇本       | 分鏡              | 演出             | 作画監督              | TV播放日               |
| ---- | -------------------------------------------------------------- | ---------------------- | --------------------------- | ---------- | ----------------- | ---------------- | --------------------- | ---------------------- |
| 1    |                                                                | 登場特別篇             | 原創                        | 大和屋暁   | 高松信司 菱川直樹 | 菱川直樹         | 宮脇千鶴 佐藤陽子     | 2006年 4月4日 (1hr SP) |
| 2    |                                                                | 登場特別篇             | 原創                        | 大和屋暁   | 高松信司 菱川直樹 | 菱川直樹         | 宮脇千鶴 佐藤陽子     | 2006年 4月4日 (1hr SP) |
| 3    |                                                                | 銀時新八登場篇         | 第一訓                      | 大和屋暁   | 高木茂樹 高松信司 | 高木茂樹         | 高橋晃                | 4月11日                |
| 4    |                                                                | 神樂登場篇             | 第三訓、 第二、四訓的一部分 | 大和屋暁   | 麦野アイス        | みなみやすひろ   | 佐々木洋平            | 4月25日                |
| 5    |                                                                | 桂登場篇               | 第五、六訓                  | 大和屋暁   | 藤田陽一          | 藤田陽一         | 高橋晃                | 5月2日                 |
| 6    |                                                                | 阿通登場篇             | 第七訓                      | 大和屋暁   | 菱川直樹          | 菱川直樹         | 乙幡忠志              | 5月9日                 |
| 7    |                                                                | 長谷川、哈達皇子登場篇 | 第二訓                      | 下山健人   | 麦野アイス        | 三宅和男         | 佐々木洋平            | 5月16日                |
| 8    |                                                                | 真選組登場篇           | 第八訓                      | 隅沢克之   | みなみやすひろ    | みなみやすひろ   | 佐藤陽子 宮脇千鶴     | 5月23日                |
| 9    |                                                                | 銀時VS土方篇           | 第九訓                      | 大和屋暁   | 藤田陽一          | 藤田陽一         | 高橋晃                | 5月30日                |
| 10   |                                                                | 定春登場篇             | 第十訓                      | 下山健人   | 小林徹            | 畑博之           | 乙幡忠志              | 6月6日                 |
| 11   |                                                                | 登勢髮髻篇             | 第十一訓                    | 横手美智子 | 菱川直樹          | 菱川直樹         | 佐々木洋平 今岡大     | 6月13日 (1hr SP)       |
| 12   |                                                                | 凱薩琳登場篇           | 第四訓                      | 横手美智子 | 高木茂樹          | 高木茂樹         | 高橋晃                | 6月13日 (1hr SP)       |
| 13   | 要cosplay的話，就要連心也一起                                  | 春雨篇                 | 第十二 至 十四訓            | 大和屋暁   | 西森章            | 三宅和男         | 番由紀子              | 6月20日                |
| 14   |                                                                | 青蛙天人篇             | 第十五訓                    | 大和屋暁   | 麦野アイス        | みなみやすひろ   | 佐々木洋平            | 7月4日                 |
| 14   |                                                                | 澄夜公主篇             | 第二十三訓                  | 大和屋暁   | 麦野アイス        | みなみやすひろ   | 佐藤陽子              | 7月4日                 |
| 15   | 物似主人型                                                     | 寵物大賽篇             | 第二十訓                    | 大和屋暁   | 小倉宏文          | 小倉宏文         | 高橋晃                | 7月11日                |
| 16   |                                                                | 長谷川找工作篇         | 第十六訓                    | 下山健人   | 藤田陽一          | 藤田陽一         | 乙幡忠志              | 7月18日                |
| 17   |                                                                | 高杉登場、三郎篇       | 第二十九 至 三十一訓        | 大和屋暁   | 青柳弐階          | 三宅和男         | 佐々木洋平 今岡大     | 7月25日                |
| 18   |                                                                | 內褲失竊篇             | 第二十八訓                  | 横手美智子 | 菱川直樹          | 菱川直樹         | 大木賢一              | 8月1日                 |
| 19   | 你問為什麼海水是鹹的?還不是你們這些都市人一邊游泳還不忘大小便! | 海灘篇                 | 第三十二訓                  | 大和屋暁   | みなみやすひろ    | みなみやすひろ   | 佐藤陽子              | 8月8日                 |
| 20   |                                                                | 真選組鬧鬼篇           | 第三十三、三十四訓          | 大和屋暁   | 三宅和男          | 三宅和男         | 高橋晃                | 8月15日                |
| 21   |                                                                | 河童篇                 | 第十八訓                    | 大和屋暁   | 小倉宏文          | 小倉宏文         | 今岡大                | 8月22日                |
| 21   |                                                                | 電風扇篇               | 第八十一訓                  | 大和屋暁   | 小倉宏文          | 小倉宏文         | 佐々木洋平            | 8月22日                |
| 22   |                                                                | 小猿登場篇             | 第四十訓                    | 下山健人   | 藤田陽一          | 藤田陽一         | 乙幡忠志              | 9月5日                 |
| 23   |                                                                | 快援隊登場篇           | 第二十六、二十七訓          | 横手美智子 | 畑博之            | ながはまのりひこ | 渡辺るりこ            | 9月12日                |
| 24   |                                                                | 人妖酒吧篇             | 第三十八、三十九訓          | 下山健人   | 菱川直樹          | 菱川直樹         | 大木賢一 乙幡忠志     | 9月19日                |
| 25   |                                                                | 火鍋將軍篇             | 第百訓                      | 横手美智子 | 麦野アイス        | 三宅和男         | 佐藤陽子 宮脇千鶴     | 10月5日                |
| 26   |                                                                | 暴走族篇               | 第三十六、三十七訓          | 横手美智子 | みなみやすひろ    | みなみやすひろ   | 高橋晃                | 10月12日               |
| 27   |                                                                | 煉獄關篇               | 第四十二 至 四十四訓        | 下山健人   | 青柳弐階          | 山崎茂           | 谷口守泰              | 10月19日               |
| 28   |                                                                | 松平片栗虎登場篇       | 第四十五訓                  | 横手美智子 | 藤田陽一          | 藤田陽一         | 佐々木洋平 今岡大     | 10月26日               |
| 29   |                                                                | 妖刀星碎篇             | 第三十五訓                  | 下山健人   | 小倉宏文          | 小倉宏文         | 乙幡忠志              | 11月2日                |
| 29   | 電視和報紙必需看仔細才行                                       | 巨大蟑螂篇             | 第四十七訓                  | 下山健人   | 小倉宏文          | 小倉宏文         | 乙幡忠志              | 11月2日                |
| 30   |                                                                | 阿通戀愛篇             | 第十九訓                    | 大和屋暁   | 菱川直樹          | 菱川直樹         | 高橋晃                | 11月9日                |
| 31   | 唯獨那些無所謂的事，反而很難忘記                               | 銀時失憶篇             | 第五十訓                    | 大和屋暁   | 畑博之            | 畑博之           | 今岡大                | 11月16日               |
| 32   |                                                                | 銀時失憶篇             | 第五十一、五十二訓          | 大和屋暁   | 三宅和男          | 三宅和男         | 佐々木洋平            | 11月23日               |
| 33   |                                                                | 木匠篇                 | 第五十四訓                  | 下山健人   | みなみやすひろ    | みなみやすひろ   | 佐藤陽子              | 11月30日               |
| 34   |                                                                | 電車武士篇             | 第八十五訓、 第八十六訓前半 | 横手美智子 | 藤田陽一          | 藤田陽一         | 宮脇千鶴              | 12月7日                |
| 35   |                                                                | 電車武士篇             | 第八十六訓後半              | 横手美智子 | 藤田陽一          | 藤田陽一         | 乙幡忠志              | 12月14日               |
| 35   |                                                                | 栗子約會篇             | 第六十五訓                  | 横手美智子 | 青柳弐階          | 三宅和男         | 乙幡忠志              | 12月14日               |
| 36   |                                                                | 黑痣教篇               | 第四十八、四十九訓          | 大和屋暁   | 菱川直樹          | 菱川直樹         | 大木賢一              | 12月21日               |
| 37   |                                                                | 聖誕老人篇             | 第九十九訓                  | 大和屋暁   | 小倉宏文          | 小倉宏文         | 青木あさ子            | 12月28日               |
| 37   | 靠鐘聲就能消去煩惱嗎…應該靠自己去抑制吧!                       | 全藏登場篇             | 第五十三訓                  | 大和屋暁   | 小倉宏文          | 小倉宏文         | 佐々木洋平            | 12月28日               |
| 38   |                                                                | 雪祭篇                 | 第百三訓                    | 下山健人   | 麦野アイス        | みなみやすひろ   | 今岡大                | 2007年 1月11日         |
| 38   | 其實在冬天吃冰淇淋，別有一番風味呢!                            | 煙火篇                 | 第五十六訓                  | 下山健人   | 麦野アイス        | みなみやすひろ   | 今岡大                | 2007年 1月11日         |
| 39   |                                                                | 幾松篇                 | 第五十五訓                  | 大和屋暁   | 三宅和男          | 三宅和男         | 青木あさ子 佐々木洋平 | 1月18日                |
| 40   | 生孩子要有計劃                                                 | 星海坊主篇             | 第五十七、五十八訓          | 大和屋暁   | 畑博之            | 畑博之           | 杉野昭夫              | 1月25日                |
| 41   |                                                                | 星海坊主篇             | 第五十九 至 六十一訓開頭    | 大和屋暁   | 藤田陽一          | 藤田陽一         | 佐藤陽子              | 2月1日                 |
| 42   |                                                                | 星海坊主篇             | 第六十一 至 六十三訓        | 大和屋暁   | 菱川直樹          | 菱川直樹         | 佐々木洋平            | 2月8日                 |
| 43   |                                                                | 女主角爭奪篇           | 第六十四訓                  | 大和屋暁   | みなみやすひろ    | みなみやすひろ   | 今岡大 青木あさ子     | 2月15日                |
| 43   | 怎麼搞提前結束了 那就直接開始下一話好了                        | 拯救伊麗沙白篇         | 第六十七訓開頭              | 大和屋暁   | みなみやすひろ    | みなみやすひろ   | 今岡大 青木あさ子     | 2月15日                |
| 44   |                                                                | 拯救伊麗沙白篇         | 第六十七 至 六十九訓        | 下山健人   | 小倉宏文          | 小倉宏文         | 乙幡忠志              | 2月22日                |
| 45   |                                                                | 巫女篇                 | 第七十一 至 七十三訓        | 下山健人   | 三宅和男          | 三宅和男         | 竹内進二              | 3月1日                 |
| 46   |                                                                | 酒店小姐篇             | 第七十四訓                  | 横手美智子 | 麦野アイス        | 吉村文宏         | 杉野昭夫              | 3月8日                 |
| 47   |                                                                | 屁怒絽登場篇           | 第六十六訓                  | 横手美智子 | 藤田陽一          | 藤田陽一         | 佐々木洋平            | 3月15日                |
| 48   |                                                                | 暗殺土方篇             | 第七十五訓                  | 大和屋暁   | みなみやすひろ    | みなみやすひろ   | 佐藤陽子              | 3月22日                |
| 48   |                                                                | 踢罐子篇               | 第七十六訓                  | 大和屋暁   | みなみやすひろ    | みなみやすひろ   | 佐藤陽子              | 3月22日                |
| 49   |                                                                | 賭場篇                 | 第七十訓                    | 大和屋暁   | 小倉宏文          | 小倉宏文         | 今岡大 青木あさ子     | 3月29日                |

| 話數 | 標題 | 篇名         | 使用原作                               | 製作人員                         | 製作人員                         | 製作人員                         | 製作人員                         | TV播放日       |
| 話數 | 標題 | 篇名         | 使用原作                               | 劇本                             | 分鏡                             | 演出                             | 作画監督                         | TV播放日       |
| ---- | --- | ------------ | -------------------------------------- | -------------------------------- | -------------------------------- | -------------------------------- | -------------------------------- | -------------- |
| 50   | 節目節目 重新鼓勁幹 | 新路線篇     | 原創                                   | 大和屋暁 横手美智子 下山健人     | 菱川直樹                         | 菱川直樹                         | 大木賢一                         | 4月5日         |
| 51   | | 私生子篇     | 第七十七、七十八、七十九訓開頭         | 下山健人                         | 吉村文宏                         | 吉村文宏                         | 片山みゆき                       | 4月12日        |
| 52   | 要和人見面，就得先預約 | 私生子篇     | 第七十九、八十訓                       | 下山健人                         | 三宅和男                         | 三宅和男                         | 佐々木洋平                       | 4月19日        |
| 53   | | 辰巳篇       | 第二十一、二十二訓                     | 大和屋暁                         | 吉村愛                           | 吉村愛                           | 乙幡忠志                         | 4月26日        |
| 54   | | 狂死郎篇     | 第百四、百五訓前半                     | 横手美智子                       | 藤田陽一                         | 藤田陽一                         | 佐藤陽子                         | 5月3日         |
| 55   | 吃東西的時候，不要發出聲音 | 狂死郎篇     | 第百五訓後半、百六訓                   | 横手美智子                       | みなみやすひろ                   | みなみやすひろ                   | 鶴田仁美                         | 5月10日        |
| 55   | 吃東西的時候，不要發出聲音 | 阿通局長篇   | 百一訓開頭                             | 横手美智子                       | みなみやすひろ                   | みなみやすひろ                   | 鶴田仁美                         | 5月10日        |
| 56   | 要小心一日局長命百歲 | 阿通局長篇   | 第百一、百二訓                         | 大和屋暁                         | 小倉宏文                         | 小倉宏文                         | 今岡大 青木あさ子                | 5月17日        |
| 57   | | 乾電池篇     | 原創                                   | 大和屋暁                         | 麦野アイス                       | 大脊戸聡                         | 畑智司                           | 5月24日        |
| 58   | 在雜貨店裡，果然是可樂餅麵包最受歡迎 | 紅櫻篇       | 第八十九、九十訓                       | 大和屋暁                         | 三宅和男                         | 三宅和男                         | 佐々木洋平                       | 5月31日        |
| 59   | 要注意別忘了把雨傘帶走! | 紅櫻篇       | 第九十一、九十二訓                     | 大和屋暁                         | 畑博之                           | 畑博之                           | Kim jun o                        | 6月7日         |
| 60   | 太陽還會再升起 | 紅櫻篇       | 第九十三、九十四訓                     | 大和屋暁                         | 菱川直樹                         | 菱川直樹                         | 乙幡忠志 佐々木洋平              | 6月14日        |
| 61   | 黑夜中的蟲子會往光亮處聚集 | 紅櫻篇       | 第九十五、九十六、九十七訓             | 大和屋暁                         | みなみやすひろ                   | みなみやすひろ                   | 佐藤陽子                         | 6月21日        |
| 62   | 適得其反 | 山崎調查篇   | 第九十八訓                             | 大和屋暁                         | 藤田陽一                         | 藤田陽一                         | 鶴田仁美                         | 6月28日        |
| 63   | | 天眼通篇     | 第百二十四訓                           | 下山健人                         | 山田弘和                         | 山田弘和                         | 畑智司 伊東克修                  | 7月5日         |
| 64   | 美味棒意外的還很能填飽肚子 | 桂一日密著篇 | 第百八訓                               | 横手美智子                       | 三宅和男                         | 三宅和男                         | 今岡大                           | 7月12日        |
| 65   | | 獨角仙篇     | 第八十三、八十四訓                     | 横手美智子                       | 小倉宏文                         | 小倉宏文                         | 佐々木洋平                       | 7月19日        |
| 66   | | 團子篇       | 第百九訓                               | 横手美智子                       | 菱川直樹                         | 菱川直樹                         | 乙幡忠志                         | 7月26日        |
| 67   | 人生就是要不斷的奔馳! | 魔派典子篇   | 第八十七訓                             | 大和屋暁                         | 藤田陽一                         | 藤田陽一                         | 鶴田仁美                         | 8月2日         |
| 67   | 理想中的女友果然還是小南 | 小猿醫院篇   | 第八十八訓                             | 大和屋暁                         | 藤田陽一                         | 藤田陽一                         | 鶴田仁美                         | 8月2日         |
| 68   | | 試膽大會篇   | 第八十二訓                             | 下山健人                         | 麦野アイス ホット                | みなみやすひろ                   | 青木あさ子                       | 8月9日         |
| 69   | | 芙蓉篇       | 第百四十、百四十一訓                   | 大和屋暁                         | 大脊戸聡                         | 大脊戸聡                         | 澤田貴秋 畑智司 伊東克修         | 8月16日        |
| 70   | 可愛的東西太多也會令人反胃 | 芙蓉篇       | 第百四十二、百四十三、百四十四訓前半   | 大和屋暁                         | 吉村愛                           | 吉村愛                           | 佐々木洋平                       | 8月23日        |
| 71   | 有些數據是無法刪除的 | 芙蓉篇       | 第百四十四訓後半、百四十五、百四十六訓 | 大和屋暁                         | 三宅和男                         | 三宅和男                         | 佐藤陽子                         | 8月30日        |
| 72   | | 定春戀愛篇   | 第百二十六訓                           | 大和屋暁                         | 小倉宏文                         | 小倉宏文                         | 乙幡忠志                         | 9月6日         |
| 72   | | 駕訓班篇     | 第百二十五訓                           | 大和屋暁                         | 小倉宏文                         | 小倉宏文                         | 乙幡忠志                         | 9月6日         |
| 73   | | 松茸篇       | 第二十四訓的一部分、第四十一訓         | 下山健人                         | ホット                           | みなみやすひろ                   | 今岡大 青木あさ子                | 9月13日        |
| 74   | 漫畫家要先儲備原稿才算合格 | 眉殭篇       | 第百三十三、百三十四訓                 | 大和屋暁                         | 藤田陽一                         | 藤田陽一                         | 鶴田仁美                         | 9月20日        |
| 75   | 工作的牢騷不要在家裡發到外面去發!嘛不過也稍微讓我發一下嘛武士之國我們的國家被這樣子稱呼已經是很久以前的事了……話說這部動畫片開播也一年半了也遇到了各種各樣的事那麼一路走來想差不多可以回顧之類的種種就有人會說「切，什麼啊總結篇啊，想偷工減料嗎」之類的要知道製作動畫也是很辛苦的所以就請不要抱怨了！ | 總集篇       | 原創                                   | 構成・演出：未定（いまださだむ） | 構成・演出：未定（いまださだむ） | 構成・演出：未定（いまださだむ） | 構成・演出：未定（いまださだむ） | 9月27日        |
| 76   | 這時候就默默煮紅豆飯吧 | 柳生篇       | 第百十訓、百十一訓                     | 大和屋暁                         | 菱川直樹                         | 菱川直樹                         | 佐々木洋平                       | 10月4日        |
| 77   | | 柳生篇       | 第百十二、百十三、百十四訓             | 下山健人                         | 山田弘和                         | 山田弘和                         | 澤田貴秋 伊東克修                | 10月11日       |
| 78   | 對食物之好惡強烈的人，對人之好惡也很直接 | 柳生篇       | 第百十五、百十六訓                     | 下山健人                         | 三宅和男                         | 三宅和男                         | 今岡大                           | 10月18日       |
| 79   | 四個臭皮匠，勝過千千萬萬個諸葛亮 | 柳生篇       | 第百十七、百十八訓                     | 横手美智子                       | 吉村愛                           | 吉村愛                           | 佐藤綾子                         | 10月25日       |
| 80   | | 柳生篇       | 第百十九、百二十、百二十一訓           | 横手美智子                       | 西澤晋                           | 宮原秀二                         | 尾形健一郎                       | 11月8日        |
| 81   | 女人最好的化妝就是笑容 | 柳生篇       | 第百二十二、百二十三訓                 | 大和屋暁                         | 藤田陽一                         | 藤田陽一                         | 鶴田仁美                         | 11月15日       |
| 82   | | 奧羅金篇     | 原創                                   | -                                | みなみやすひろ                   | みなみやすひろ                   | 佐々木洋平                       | 11月22日       |
| 82   | | 火腿子篇     | 第二十五訓                             | -                                | みなみやすひろ                   | みなみやすひろ                   | 佐々木洋平                       | 11月22日       |
| 83   | | 將軍夜總會篇 | 第百二十七、百二十八訓                 | 下山健人                         | 菱川直樹                         | 菱川直樹                         | 乙幡忠志                         | 11月29日       |
| 84   | 男人的心好比煮雞蛋 | 小錢形篇     | 第百三十五訓                           | 大和屋暁                         | 宅野誠起                         | 宅野誠起                         | 青木あさ子                       | 12月6日        |
| 85   | | 小錢形篇     | 第百三十六訓、百三十七訓               | 大和屋暁                         | 畑博之                           | みなみやすひろ                   | 竹内進二 金紀杜                  | 12月13日       |
| 86   | | 三葉篇       | 第百二十九、百三十訓                   | 横手美智子                       | 吉村愛                           | 吉村愛                           | 今岡大                           | 12月20日       |
| 87   | 用原爆式固定來對付問工作跟我哪個最重要的女人 | 三葉篇       | 第百三十一、百三十二訓                 | 横手美智子                       | 小倉宏文                         | 小倉宏文                         | 佐藤陽子                         | 12月27日       |
| 88   | 聯誼在開始前是最有趣的 | 聯誼篇       | 第百三十八、百三十九訓                 | 下山健人                         | 藤田陽一                         | 藤田陽一                         | 乙幡忠志                         | 2008年 1月10日 |
| 89   | 有二就有三 | 洞爺湖仙人篇 | 第百五十訓                             | 大和屋暁                         | みなみやすひろ                   | みなみやすひろ                   | 鶴田仁美                         | 1月17日        |
| 90   | 越好吃的東西，一旦中毒是很可怕的！ | 住院篇       | 第四十六訓                             | 下山健人                         | 菱川直樹                         | 菱川直樹                         | 佐々木洋平                       | 1月24日        |
| 90   | 阿銀變成透明人 | 原創         | 原創                                   | -                                | -                                | -                                | -                                | 1月24日        |
| 91   | | 斷食道場篇   | 第百五十六、百五十七訓                 | 横手美智子                       | 高柳哲司                         | 宮原秀二                         | 尾形健一郎                       | 1月31日        |
| 92   | | 殺手龜篇     | 第百五十二、百訓開頭                   | 大和屋暁                         | 吉村愛                           | 吉村愛                           | 青木あさ子                       | 2月7日         |
| 92   | 全身赤裸的動畫銀魂 | 原創         | 原創                                   | 高松信司 （構成）                | 高松信司                         | 宅野誠起                         | 青木あさ子                       | 2月7日         |
| 93   | 英雄也會有煩惱 | 女超人篇     | 第百五十一訓                           | 下山健人                         | 藤田陽一                         | 藤田陽一                         | 今岡大                           | 2月14日        |
| 94   | 阿銀變成綫稿人 | 原創         | 原創                                   | 原創                             | 高松信司                         | 宅野誠起                         | 鶴田仁美                         | 2月21日        |
| 94   | 乘坐電車的時候一定要雙手握住拉環 | 破牙篇       | 第百五十三、百五十四訓前半             | 大和屋暁                         | 吉村愛 みなみやすひろ            | 吉村愛 みなみやすひろ            | 鶴田仁美                         | 2月21日        |
| 95   | | 破牙篇       | 第百五十四訓後半、百五十五訓           | 大和屋暁                         | みなみやすひろ                   | みなみやすひろ                   | 佐々木洋平                       | 2月28日        |
| 96   | 是男人就別放棄 | 阿特拉斯篇   | 第百七十、百七十一訓                   | 大和屋暁                         | 高柳哲司                         | 宮原秀二                         | 尾形健一郎                       | 3月6日         |
| 97   | | 貓拳篇       | 第二十四訓                             | みち子                           | 菱川直樹                         | 菱川直樹                         | 尾崎正幸                         | 3月13日        |
| 97   | 男人敵不過花店蛋糕店的姑娘的誘惑 | 花店篇       | 第百七訓                               | みち子                           | 菱川直樹                         | 菱川直樹                         | 佐藤陽子                         | 3月13日        |
| 98   | | Owee篇       | 第百四十七、百四十八訓前半             | 大和屋暁                         | 吉村愛                           | 吉村愛                           | 海老原雅夫                       | 3月20日        |
| 99   | | Owee篇       | 第百四十八訓後半、百四十九訓           | 大和屋暁                         | みなみやすひろ                   | みなみやすひろ                   | 青木あさ子                       | 3月27日        |

| 話數 | 標題                                                                  | 篇名           | 使用原作                                         | 製作人員                     | 製作人員               | 製作人員               | 製作人員               | TV播放日      |
| 話數 | 標題                                                                  | 篇名           | 使用原作                                         | 劇本                         | 分鏡                   | 演出                   | 作画監督               | TV播放日      |
| ---- | --------------------------------------------------------------------- | -------------- | ------------------------------------------------ | ---------------------------- | ---------------------- | ---------------------- | ---------------------- | ------------- |
| 100  | 越不喜歡的東西反而越疼愛                                              | 漫畫篇         | 第百六十九訓                                     | 横手美智子                   | 藤田陽一               | 藤田陽一               | 佐々木洋平             | 4月3日        |
| 101  | 規矩就是要被打破而存在                                                | 真選組動亂篇   | 第百五十八、百五十九訓                           | 大和屋暁                     | 宅野誠起               | 宅野誠起               | 今岡大                 | 4月10日       |
| 102  | 宅男就是愛說話                                                        | 真選組動亂篇   | 第百六十、百六十一訓                             | 大和屋暁                     | 高柳哲司               | 宮原秀二               | 尾形健一郎             | 4月17日       |
| 103  | 優點和缺點只有一線之隔                                                | 真選組動亂篇   | 第百六十二、百六十三訓                           | 大和屋暁                     | 西澤晋                 | 吉村愛                 | 鶴田仁美               | 4月24日       |
| 104  | 重要的東西都難以發現                                                  | 真選組動亂篇   | 第百六十四、百六十五、百六十六訓                 | 大和屋暁                     | 西澤晋 みなみやすひろ  | みなみやすひろ         | 佐藤陽子               | 5月1日        |
| 105  | 什麼事情都得看心情和時機                                              | 真選組動亂篇   | 第百六十七、百六十八訓                           | 大和屋暁                     | 菱川直樹               | 菱川直樹               | 竹内進二 青木あさ子    | 5月8日        |
| 106  | 戀愛大都是一球定生死                                                  | 大江戶足球隊篇 | 原創                                             | 下山健人                     | 藤田陽一               | 吉村愛                 | 朝井聖子               | 5月15日       |
| 107  | 孩子難懂父母心                                                        | 京次郎篇       | 第百八十四、百八十五訓前半                       | 大和屋暁                     | 宅野誠起               | 宅野誠起               | 今岡大 佐々木洋平      | 5月22日       |
| 108  | 沉默是金                                                              | 京次郎篇       | 第百八十五訓後半、百八十六訓                     | 大和屋暁                     | 西森章                 | 宮原秀二               | 尾形健一郎             | 5月29日       |
| 109  | 人生就是考試                                                          | 攘夷考試篇     | 第百七十三訓、後半原創                           | 下山健人                     | みなみやすひろ         | みなみやすひろ         | 尾崎正幸               | 6月5日        |
| 110  | 每個人都是打破名為「自我」這牢籠的越獄犯                              | 桂入獄篇       | 第百九十三、百九十四訓                           | 大和屋暁                     | 藤田陽一               | 綿田慎也               | 佐々木洋平             | 6月12日       |
| 111  | 人妖物絕對別讓女朋友發現                                              | 鄂美篇         | 原創                                             | 下山健人                     | 藤田陽一               | 吉村愛                 | 鶴田仁美               | 6月19日       |
| 111  | 我討厭幾乎百分百會忘記拿走塑膠傘的自己                                | 雨傘篇         | 第百七十二訓                                     | 下山健人                     | 吉村愛                 | 吉村愛                 | 鶴田仁美               | 6月19日       |
| 112  | 二字頭的生日沒甚麼深層意義                                            | 桂魂篇         | 原創                                             | 横手美智子                   | みなみやすひろ         | みなみやすひろ         | 佐藤陽子               | 6月26日       |
| 112  | 醒著就要工作的幸福之人                                                | 小玉休假篇     | 第百八十三訓                                     | 横手美智子                   | みなみやすひろ         | みなみやすひろ         | 佐藤陽子               | 6月26日       |
| 113  | 清洗廁所就是在洗滌心靈                                                | 蛋蛋菌篇       | 第百八十八訓                                     | 大和屋暁                     | 菱川直樹               | 菱川直樹               | 青木あさ子             | 7月3日        |
| 114  |                                                                       | 美乃滋13篇     | 原創                                             | 横手美智子                   | 高柳哲司               | 馬引圭                 | 今岡大                 | 7月10日       |
| 115  |                                                                       | 龍宮篇         | 第百七十四、百七十五訓                           | 大和屋暁                     | 高柳哲司               | 宅野誠起               | 竹内進二 金紀杜        | 7月17日       |
| 116  | 薑還是老的辣                                                          | 龍宮篇         | 第百七十六、百七十七訓                           | 大和屋暁                     | みなみやすひろ         | みなみやすひろ         | 尾崎正幸               | 7月24日       |
| 117  | 美麗猶如夏天的果實                                                    | 龍宮篇         | 第百七十八、百七十九、百八十訓前半               | 大和屋暁                     | 宮原秀二               | 宮原秀二               | 尾形健一郎             | 7月31日       |
| 118  | 就算彎腰駝背了也要挺起胸膛走下去                                      | 龍宮篇         | 第百八十訓後半、百八十一、百八十二訓             | 大和屋暁                     | 西森章                 | 綿田慎也               | 佐々木洋平             | 8月7日        |
| 119  | 一盒香煙中總有一兩根混著馬糞的味道                                    | 土方戒煙篇     | 第二百二訓                                       | 横手美智子                   | 吉村愛                 | 吉村愛                 | 鶴田仁美               | 8月14日       |
| 120  | 海外日本料理店的味道大概就是學生餐廳等級                              | 天人料理店篇   | 原創                                             | 下山健人                     | 青柳・F・弐階          | 馬引圭 ほか            | 今岡大                 | 8月21日       |
| 120  | 一旦被拿走的盤子就不會再被放回來                                      | 迴轉壽司篇     | 第百八十七訓                                     | 下山健人                     | 青柳弐階Ⓐ              | 馬引圭 ほか            | 今岡大                 | 8月21日       |
| 121  | 外行人只要十字起子和一字起子就夠用了                                  | 螺絲起子篇     | 第百八十九、百九十訓前半                         | 大和屋暁                     | みなみやすひろ         | みなみやすひろ         | 青木あさ子             | 8月28日       |
| 122  | 想像力要從中二開始培養                                                | 螺絲起子篇     | 第百九十訓後半、百九十一訓                       | 大和屋暁                     | 宮原秀二               | 宮原秀二               | 佐藤綾子 尾形健一郎    | 9月4日        |
| 123  | 每個人的心中都有一把螺絲起子                                          | 螺絲起子篇     | 第百九十二訓                                     | 大和屋暁                     | 菱川直樹               | 菱川直樹               | 尾崎正幸               | 9月11日       |
| 124  | 撒嬌過頭就變成威脅囉                                                  | 阿通新歌篇     | 原創                                             | 大和屋暁                     | 青・F・柳弐階          | 吉村愛                 | 佐々木洋平             | 9月18日       |
| 125  | 進入 最終章！                                                         | 總集篇         | 原創                                             | 構成・演出：矢立おわり       | 構成・演出：矢立おわり | 構成・演出：矢立おわり | 構成・演出：矢立おわり | 9月25日       |
| 125  | 就算沒醉 也要裝醉把上司的假髮摘掉                                     | 賞櫻篇         | 第十七訓                                         | 構成・演出：矢立おわり       | 構成・演出：矢立おわり | 構成・演出：矢立おわり | 構成・演出：矢立おわり | 9月25日       |
| 126  | 有些事只能靠文字去傳達                                                | 筆友篇         | 第二百三訓                                       | 横手美智子                   | みなみやすひろ         | みなみやすひろ         | 今岡大                 | 10月2日       |
| 127  | 也有不見面就無法了解的東西                                            | 筆友篇         | 第二百四、二百五訓前半                           | 横手美智子                   | 綿田慎也               | 綿田慎也               | 山口光紀               | 10月9日       |
| 128  | 即使見了面也有不明白的事情                                            | 筆友篇         | 第二百五訓後半、二百六訓                         | 横手美智子                   | 高柳哲司               | 馬引圭                 | 鶴田仁美               | 10月16日      |
| 129  | 撿來的食物要當心                                                      | 金太郎篇       | 第二百七、二百八訓前半                           | 大和屋暁                     | 菱川直樹               | 菱川直樹               | 青木あさ子             | 10月23日      |
| 130  | 愛貓派和愛狗派是水火不容的                                            | 金太郎篇       | 第二百八訓後半、二百九訓                         | 大和屋暁                     | 吉村愛                 | 吉村愛                 | 尾崎正幸               | 10月30日      |
| 131  | 旅行的時候一定會吵架                                                  | 溫泉篇         | 第百九十六訓、百九十七訓前半                     | 大和屋暁                     | 宮原秀二               | 宮原秀二               | 佐藤綾子               | 11月6日       |
| 132  |                                                                       | 溫泉篇         | 第百九十七訓後半、百九十八訓                     | 大和屋暁                     | みなみやすひろ         | みなみやすひろ         | 佐々木洋平             | 11月13日      |
| 133  | 阿銀與閣下都是飯桶                                                    | 溫泉篇         | 第百九十九訓、二百訓前半                         | 大和屋暁                     | 三宅和男               | 三宅和男               | 今岡大                 | 11月20日      |
| 134  | 使用幽靈做為題材時要很慎重                                            | 溫泉篇         | 第二百訓後半、二百一訓                           | 大和屋暁                     | 綿田慎也               | 綿田慎也               | 山口光紀               | 11月27日      |
| 135  | 跟地球比起來更應該思考的是陷入危機的「銀魂人」未來該何去何從          | 漫畫篇         | 原創（25卷的座談會）                             | 横手美智子                   | 高柳哲司               | 馬引圭                 | 梶浦紳一郎             | 12月4日       |
| 136  | 自己打造自己的容身之處                                                | 找房子篇       | 第二百三十訓                                     | 大和屋暁                     | 藤田陽一               | 菱川直樹               | 青木あさ子             | 12月11日      |
| 137  | 世界上有99%的男人沒有自信去告白                                       | 戀愛戰線篇     | 原創                                             | 下山健人                     | 吉村愛                 | 吉村愛                 | 尾崎正幸               | 12月18日      |
| 137  | 口中說不相信有聖誕老人但心裡卻相信的彆扭小鬼                          | 聖誕老人篇     | 原創                                             | 下山健人                     | 高柳哲司               | 吉村愛                 | 尾崎正幸               | 12月18日      |
| 138  | 偶爾說說過去的故事吧                                                  | 原萬事屋篇     | 第百九十五訓                                     | 横手美智子                   | みなみやすひろ         | みなみやすひろ         | 竹内進二               | 12月25日      |
| 139  | 錢包不要放在褲子後面的口袋                                            | 吉原炎上篇     | 第二百十訓、二百十一訓前半                       | 大和屋暁                     | 西森章                 | 宮原秀二               | 佐藤綾子               | 2009年 1月8日 |
| 140  | 要小心在晴天撐傘的傢伙                                                | 吉原炎上篇     | 第二百十一訓後半、二百十二、二百十三訓           | 大和屋暁                     | 三宅和男               | 三宅和男               | 今岡大                 | 1月15日       |
| 141  | 干涉別人打架是很危險的                                                | 吉原炎上篇     | 第二百十四、二百十五、二百十六訓                 | 大和屋暁                     | 菱川直樹               | 菱川直樹               | 山口光紀               | 1月22日       |
| 142  | 人生啊就是一連串的選擇題                                              | 吉原炎上篇     | 第二百十七、二百十八、二百十九訓                 | 大和屋暁                     | 綿田慎也               | 綿田慎也               | 鶴田仁美               | 1月29日       |
| 143  | 四隻腳走路的是禽獸兩隻腳走路的是男人做男人就該有志氣                  | 吉原炎上篇     | 第二百二十、二百二十一、二百二十二訓             | 大和屋暁                     | 馬引圭                 | 馬引圭                 | 青木あさ子             | 2月5日        |
| 144  | 不能相信枕邊話語                                                      | 吉原炎上篇     | 第二百二十三、二百二十四、二百二十五訓前半       | 大和屋暁                     | 高柳哲司               | 森脇真琴               | 梶浦紳一郎 川島尚      | 2月12日       |
| 145  | 羈絆的顏色是十人十色                                                  | 吉原炎上篇     | 第二百二十五訓後半、二百二十六、二百二十七訓前半 | 大和屋暁                     | みなみやすひろ         | 吉村愛                 | 佐々木洋平             | 2月19日       |
| 146  | 白天喝酒別有一番風味                                                  | 吉原炎上篇     | 第二百二十七訓後半、二百二十八訓                 | 大和屋暁                     | 三宅和男               | 三宅和男               | 竹内進二               | 2月26日       |
| 147  | 每一位大人都是小孩子的指導教練                                        | 教練篇         | 第二百二十九訓                                   | 下山健人                     | 宮原秀二               | 宮原秀二               | 佐藤綾子               | 3月5日        |
| 148  | 拉鍊要慢慢拉才行                                                      | 土方沖田監禁篇 | 第二百三十三、二百三十四訓前半                   | 大和屋暁                     | みなみやすひろ         | みなみやすひろ         | 今岡大                 | 3月12日       |
| 149  | 吸管冰分成兩半時拿到下面部分的看起來更划算 從另一邊開始吸也是別有風味 | 土方沖田監禁篇 | 第二百三十四訓後半、二百三十五訓                 | 大和屋暁                     | 馬引圭                 | 馬引圭                 | 山口光紀               | 3月19日       |
| 150  | 識時務者為俊傑                                                        | 偽最終回篇     | 原創                                             | 大和屋暁 横手美智子 下山健人 | 藤田陽一               | 綿田慎也               | 鶴田仁美 佐藤陽子      | 3月26日       |
| 150  | 結局好就全都好                                                        | 偽最終回篇     | 原創                                             | 大和屋暁 横手美智子 下山健人 | 藤田陽一               | 綿田慎也               | 鶴田仁美 佐藤陽子      | 3月26日       |

| 話數 | 標題 | 篇名            | 使用原作                                           | 製作人員               | 製作人員               | 製作人員               | 製作人員               | TV播放日           |
| 話數 | 標題 | 篇名            | 使用原作                                           | 劇本                   | 分鏡                   | 演出                   | 作画監督               | TV播放日           |
| ---- | --- | --------------- | -------------------------------------------------- | ---------------------- | ---------------------- | ---------------------- | ---------------------- | ------------------ |
| 151  | 理髮時和美容師交談的對話是世界上最沒有意義的 | 理髮篇          | 第二百三十一訓、第二百三十二訓                     | 横手美智子             | 菱川直樹               | 菱川直樹               | 佐々木洋平             | 4月2日             |
| 152  | 上天凌駕於人之上不是創造了人而是創造了髮髻 | 理髮篇          | 第二百三十二訓                                     | 横手美智子             | 吉村愛                 | 吉村愛                 | 青木あさ子             | 4月9日             |
| 153  | | 神樂失眠篇      | 第二百三十七訓                                     | 横手美智子             | 森脇真琴               | 森脇真琴               | 梶浦紳一郎 川島尚      | 4月16日            |
| 154  | 慶生會他看起來跟平常完全不同 | 生日會篇        | 第二百三十六訓                                     | 下山健人 横手美智子    | みなみやすひろ         | 馬引圭                 | 今岡大                 | 4月23日            |
| 155  | 反面的反面的反面還是反面 | 賽馬篇          | 原創                                               | 大和屋暁               | 高柳哲司               | 宮原秀二               | 佐藤綾子               | 4月30日            |
| 156  | 進入路邊攤需要微妙的勇氣 | 牢騷屋篇        | 第二百三十八訓                                     | 大和屋暁               | 三宅和男               | 三宅和男               | 鶴田仁美 佐藤陽子      | 5月7日             |
| 157  | 男人聚集的地方一定會成為戰場 | 宅十四篇        | 第二百三十九訓                                     | 大和屋暁               | 菱川直樹               | 菱川直樹               | 山口光紀               | 5月14日            |
| 158  | 朋友受傷的話要馬上送醫院 | 宅十四篇        | 第二百四十訓                                       | 大和屋暁               | みなみやすひろ         | みなみやすひろ         | 佐々木洋平             | 5月21日            |
| 159  | 只要有一顆橘子腐爛不知不覺中整箱橘子都爛掉 | 宅十四篇        | 第二百四十一訓                                     | 横手美智子             | 吉村愛                 | 吉村愛                 | 青木あさ子             | 5月28日            |
| 160  | 以外國人來看你也是外國人以外星人的眼光來看你也是外星人 | 宅十四篇        | 第二百四十二訓                                     | 下山健人               | 綿田慎也               | 綿田慎也               | 鈴木ひろみ             | 6月4日             |
| 161  | 不管看多少次還是天空之城好看 | 宅十四篇        | 第二百四十三訓                                     | 横手美智子             | 馬引圭                 | 馬引圭                 | 今岡大                 | 6月11日            |
| 162  | 愛是不求回報的 | 宅十四篇        | 第二百四十四訓                                     | 大和屋暁               | 宮原秀二               | 宮原秀二               | 佐藤綾子               | 6月18日            |
| 163  | 黑船連沉沒都是華麗的 | 宅十四篇        | 第二百四十五訓                                     | 大和屋暁               | 三宅和男               | 三宅和男               | 佐藤陽子 山口光紀      | 6月25日            |
| 164  | 松茸做的湯比松茸更美味 | 假冒萬事屋篇    | 原創                                               | 横手美智子             | 高柳哲司               | 菱川直樹               | 佐々木洋平             | 7月2日             |
| 164  | 人死不能復生 | 多啦A夢篇       | 原創                                               | 横手美智子             | 高柳哲司               | 菱川直樹               | 佐々木洋平             | 7月2日             |
| 165  | 柳樹下有很多泥鳅 | 感冒篇          | 第二百四十六訓                                     | 下山健人               | みなみやすひろ         | みなみやすひろ         | 青木あさ子 外谷章      | 7月9日             |
| 166  | | 手銬篇          | 原創                                               | 下山健人               | 森脇真琴               | 吉村愛                 | 鈴木卓也               | 7月16日            |
| 167  | 平滑的多邊形會讓人也變得圓滑起來 | 白血球王篇      | 第二百四十七訓                                     | 横手美智子             | 綿田慎也               | 綿田慎也               | 今岡大                 | 7月23日            |
| 168  | 人體就是一個小宇宙 | 白血球王篇      | 第二百四十八訓                                     | 下山健人               | 菱川直樹               | 菱川直樹               | 山口光紀 佐藤陽子      | 7月30日            |
| 169  | 被引導的笨蛋們 | 白血球王篇      | 第二百四十九訓、二百五十訓                         | 大和屋暁               | 三宅和男               | 三宅和男               | 鈴木ひろみ             | 8月6日             |
| 170  | 傳說的終結 | 白血球王篇      | 第二百五十訓、二百五十一訓                         | 大和屋暁               | 馬引圭                 | 馬引圭                 | 佐々木洋平             | 8月13日            |
| 171  | 總是模仿的話，是會被投訴的 | 萬事屋遭小偷篇  | 原創                                               | 大和屋暁               | 小倉宏文               | 宮原秀二               | 佐藤綾子               | 8月20日            |
| 171  | 直到失去了才知道拥有的珍貴 | 掉髮篇          | 原創                                               | 大和屋暁               | 小倉宏文               | 宮原秀二               | 佐藤綾子               | 8月20日            |
| 172  | | 真選組拷問篇    | 第二百五十二訓                                     | 下山健人               | みなみやすひろ         | みなみやすひろ         | 今岡大 外谷章          | 8月27日            |
| 173  | 最重要的不是外表而是內涵 | 冒牌伊麗莎白篇  | 原創                                               | 下山健人 横手美智子    | 吉村愛 向井九十九      | 吉村愛                 | 西澤真也               | 9月3日             |
| 173  | 就算內涵比外觀重要也是有限度的 | 銀時定春交換篇  | 原創                                               | 下山健人 横手美智子    | 吉村愛 向井九十九      | 吉村愛                 | 西澤真也               | 9月3日             |
| 174  | く | 捉鮪魚篇        | 原創                                               | 大和屋暁               | 松尾衡                 | 松尾衡                 | 田頭真理恵             | 9月10日            |
| 174  | 當人被關起來的時候，心中的門就會打開 | 電梯篇          | 第二百五十三訓                                     | 大和屋暁               | 松尾衡                 | 松尾衡                 | 田頭真理恵             | 9月10日            |
| 175  | 不管到了幾歲都討厭看牙醫 | 牙醫篇          | 第二百六十三訓、二百六十四訓                       | 横手美智子             | 高柳哲司               | 菱川直樹               | 佐々木洋平 青木あさ子  | 9月17日            |
| 176  | 倒數開始 | 名台詞排名篇    | 原創                                               | 構成・演出：上石神井麟 | 構成・演出：上石神井麟 | 構成・演出：上石神井麟 | 構成・演出：上石神井麟 | 9月24日            |
| 177  | 夜晚的蜘蛛乃不祥之兆 | 蜘蛛篇          | 第二百五十四訓、二百五十五訓前半                   | 大和屋暁               | 三宅和男               | 三宅和男               | 今岡大 山口光紀        | 10月1日            |
| 178  | 一旦被蜘蛛絲纏上就很難脫身 | 蜘蛛篇          | 第二百五十五訓後半、二百五十六訓、二百五十七訓前半 | 大和屋暁               | 綿田慎也               | 綿田慎也               | 鈴木ひろみ             | 10月8日            |
| 179  | 越是吊兒郎當的傢伙生起氣來越是可怕 | 蜘蛛篇          | 第二百五十七訓後半、二百五十八訓                   | 大和屋暁               | 松尾衡                 | 松尾衡                 | 鈴木竜也               | 10月15日           |
| 180  | 越是重要的東西越是沉重難以背負 | 蜘蛛篇          | 第二百五十九訓、二百六十訓、二百六十一訓           | 大和屋暁               | みなみやすひろ         | みなみやすひろ         | 佐藤陽子 佐々木洋平    | 10月22日           |
| 181  | 酒與女人要一併注意 | 蜘蛛篇          | 第二百六十二訓                                     | 大和屋暁               | 宮原秀二               | 宮原秀二               | 佐藤綾子               | 10月29日           |
| 182  | 人氣投票什麼的去死吧 | 人氣投票篇      | 第二百六十五訓                                     | 横手美智子             | 馬引圭                 | 馬引圭                 | 今岡大 寺澤伸介        | 11月5日            |
| 183  | 人氣投票什麼的燃燒吧變成灰燼吧 | 人氣投票篇      | 第二百六十六訓、二百六十七訓前半                   | 下山健人               | 菱川直樹               | 菱川直樹               | 青木あさ子 外谷章      | 11月12日           |
| 184  | 人氣投票什麼的… | 人氣投票篇      | 第二百六十七訓後半、二百六十八訓                   | 大和屋暁               | 吉村愛                 | 吉村愛                 | 山口光紀               | 11月19日           |
| 185  | く 故鄉和胸部是相差很遠的 | 美乃滋王國篇    | 原創                                               | 横手美智子             | 小倉宏文               | 綿田慎也               | 佐々木洋平             | 11月25日           |
| 185  | 被蜜蜂刺到就塗小便那是迷信 會染上黴菌的 小心點！！ | 蜂窩篇          | 第二百六十九訓                                     | 下山健人               | 綿田慎也               | 綿田慎也               | 佐々木洋平             | 11月25日           |
| 186  | | 六角屋篇        | 第二百七十訓                                       | 大和屋暁               | 松尾衡                 | 松尾衡                 | 鈴木竜也               | 12月3日            |
| 187  | | 六角屋篇        | 第二百七十一訓、二百七十二訓                       | 大和屋暁               | 三宅和男               | 三宅和男               | 今岡大 鈴木ひろみ      | 12月10日           |
| 188  | 觀察日記要持之以恆寫到最後 | MADAO觀察日記篇 | 第二百七十四訓                                     | 大和屋暁               | 森脇真琴               | 宮原秀二               | 飯田宏義               | 12月17日           |
| 189  | ja\|今年できる事は今年中にやっちゃった方が区切りがいいんだけどつい来年から仕切り直しゃいーやって思って後回しにしてしまうのが年末のお約束}} 雖然知道今年的事應該在今年做個了結，但是一到年末就會想到明年再做也不遲，結果什麼都沒做成 | 採訪篇          | 原創                                               | 下山健人               | みなみやすひろ         | みなみやすひろ         | 乙幡忠志               | 12月24日           |
| 189  | 廣播體操是少年少女的社交場 | 廣播體操篇      | 第二百七十三訓                                     | 下山健人               | みなみやすひろ         | みなみやすひろ         | 外谷章                 | 12月24日           |
| 190  | 找東西的時候要設身處地用對方的視角去找 | 芳一篇          | 第二百七十五訓、二百七十六訓前半                   | 大和屋暁               | 馬引圭                 | 馬引圭                 | 青木あさ子 寺澤伸介    | 2010年 1月7日      |
| 191  | 所謂的自由不是無法無天而是按照自己個規則活下去 | 芳一篇          | 第二百七十六訓後半、二百七十七訓                   | 下山健人               | 高柳哲司               | 安藤正臣               | 西澤真也 愛敬由紀子    | 1月14日            |
| 192  | 歌舞伎町的野貓藍調 | 芳一篇          | 第二百七十八訓、二百七十九訓                       | 下山健人               | 綿田慎也               | 綿田慎也               | 今岡大 佐藤陽子        | 1月21日            |
| 193  | 料理要靠毅力 | 料理教室篇      | 第二百八十訓                                       | 大和屋暁               | 森脇真琴               | みなみやすひろ         | 山口光紀               | 1月28日            |
| 194  | 聽到利拜亞桑腦子裡卻浮現海螺小姐的我是笨蛋 | 近藤鼻涕篇      | 第二百八十一訓                                     | 横手美智子             | 松尾衡/その他          | 松尾衡/その他          | 鈴木卓也 佐々木洋平    | 2月4日             |
| 195  | 不可以輸給雨天 | 陰陽師篇        | 第二百八十二訓、二百八十三訓前半                   | 大和屋暁               | 三宅和男               | 三宅和男               | 鈴木ひろみ             | 2月11日            |
| 196  | 也不可以輸給風 | 陰陽師篇        | 第二百八十三訓後半、二百八十四訓                   | 大和屋暁               | 宮原秀二               | 宮原秀二               | 飯田宏義               | 2月18日            |
| 197  | 更不能輸給暴風雨 | 陰陽師篇        | 第二百八十五訓、二百八十六訓                       | 大和屋暁               | みなみやすひろ         | みなみやすひろ         | 青木あさ子 寺澤伸介    | 2月25日            |
| 198  | 無論何時都不能失去笑容 | 陰陽師篇        | 第二百八十七訓、二百八十八訓前半                   | 大和屋暁               | 馬引圭                 | 馬引圭                 | 今岡大                 | 3月4日             |
| 199  | 我想成為那樣堅而美麗的人 | 陰陽師篇        | 第二百八十八訓後半、二百八十九訓                   | 大和屋暁               | 菱川直樹               | 菱川直樹               | 外谷章 田中智子        | 3月11日            |
| 200  | 聖誕老人的紅色是血的顏色 | 聖誕跨年篇      | 第二百九十訓、二百九十一訓前半                     | 下山健人               | 綿田慎也               | 綿田慎也               | 山口光紀               | 3月18日            |
| 201  | 全人類都是聖誕老人 | 聖誕跨年篇      | 第二百九十一訓後半、二百九十二訓                   | 横手美智子             | 高柳哲司 関野圭一      | みなみやすひろ         | 乙幡忠志 鈴木ひろみ    | 3月25日 第一期完結 |

## 銀魂'（第2期）
| 話數 | 標題                                                                                       | 篇名             | 使用原作                                         | 製作人員                     | 製作人員            | 製作人員            | 製作人員                       | TV播放日      |
| 話數 | 標題                                                                                       | 篇名             | 使用原作                                         | 劇本                         | 分鏡                | 演出                | 作画監督                       | TV播放日      |
| ---- | ------------------------------------------------------------------------------------------ | ---------------- | ------------------------------------------------ | ---------------------------- | ------------------- | ------------------- | ------------------------------ | ------------- |
| 202  |                                                                                            | 兩年後疣篇       | 第三百二十四、三百二十五訓前半                   | 大和屋曉                     | 藤田陽一            | 宮脇千鶴            | 青木あさ子                     | 2011年 4月4日 |
| 203  |                                                                                            | 兩年後疣篇       | 第三百二十五訓後半、三百二十六訓                 | 大和屋曉                     | 藤田陽一            | 綿田慎也            | 山口光紀                       | 4月11日       |
| 204A |                                                                                            | 賀年卡篇         | 第二百九十四訓                                   | 大和屋曉                     | 南康宏 吉村愛       | 吉村愛              | 竹内進二 外谷章                | 4月18日       |
| 204B |                                                                                            | 巧克力篇         | 第二百九十五訓                                   | 大和屋曉                     | 南康宏 吉村愛       | 吉村愛              | 竹内進二 外谷章                | 4月18日       |
| 205A |                                                                                            | 紅豆麵包篇       | 第二百九十三訓                                   | 下山健人                     | 三宅和男            | 三宅和男            | 長田伸二                       | 4月25日       |
| 205B |                                                                                            | 近藤約會篇       | 第三百十三訓                                     | 下山健人                     | 三宅和男            | 三宅和男            | 長田伸二                       | 4月25日       |
| 206  |                                                                                            | 凱薩琳篇         | 第二百九十六訓                                   | 横手美智子                   | 馬引圭              | 馬引圭              | 寺澤伸介 石川真理子            | 5月2日        |
| 207  | 眼鏡是心靈一部分                                                                           | 眼鏡篇           | 第三百十八、三百十九訓                           | 横手美智子                   | 小倉宏文            | 宮原秀二            | 工藤隆光                       | 5月9日        |
| 208  | 眼鏡也有看不見的東西                                                                       | 眼鏡篇           | 第三百二十、三百二十一訓                         | 横手美智子                   | みなみやすひろ      | みなみやすひろ      | 今岡大                         | 5月16日       |
| 209  |                                                                                            | 總集篇           | 原創                                             | 構成‧演出：下賀青柳          | 構成‧演出：下賀青柳 | 構成‧演出：下賀青柳 | 構成‧演出：下賀青柳            | 5月23日       |
| 210  | 無法無天的街道聚集的都是些瞎起哄的傢伙                                                     | 歌舞伎町四天王篇 | 第二百九十七、二百九十八訓                       | 大和屋曉                     | 吉村愛              | 吉村愛              | 山村直己 盛重學                | 5月30日       |
| 211  |                                                                                            | 歌舞伎町四天王篇 | 第二百九十九、三百訓                             | 大和屋曉                     | 綿田慎也            | 綿田慎也            | 山口光紀 外谷章                | 6月6日        |
| 212  | 俠之鎖                                                                                     | 歌舞伎町四天王篇 | 第三百一、三百二訓                               | 大和屋曉                     | 宮原秀二            | 宮原秀二            | 工藤隆光 興村忠美 神谷友美     | 6月13日       |
| 213  | 鐵之街                                                                                     | 歌舞伎町四天王篇 | 第三百三、三百四、三百五、三百六訓               | 大和屋曉                     | 三宅和男            | 三宅和男            | 寺澤伸介 石川真理子 諏訪可奈恵 | 6月20日       |
| 214  |                                                                                            | 歌舞伎町四天王篇 | 第三百七、三百八、三百九訓                       | 大和屋曉                     | 馬引圭              | 馬引圭              | 佐藤陽子 本城惠一朗            | 6月27日       |
| 215  |                                                                                            | 惡黨篇           | 第三百十、三百十一訓                             | 大和屋曉                     | みなみやすひろ      | みなみやすひろ      | 今岡大 外谷章                  | 7月4日        |
| 216  | 工廠見習其實根本沒有學到什麼東西                                                           | 工廠篇           | 第三百三十一、三百三十二訓                       | 大和屋曉                     | 吉村愛              | 吉村愛              | 山村直己 盛重學                | 7月11日       |
| 217  |                                                                                            | 游泳池篇         | 第三百二十二、三百二十三訓                       | 下山健人                     | 小倉宏文            | 綿田慎也            | 青木あさ子                     | 7月18日       |
| 218  | 螃蟹的鉗子是剪斷羈絆的鉗子                                                                 | 螃蟹篇           | 第三百二十七、三百二十八訓                       | 横手美智子                   | 宮脇千鶴            | 宮脇千鶴            | 山口光紀                       | 7月25日       |
| 219  |                                                                                            | 被揍屋篇、澡堂篇 | 第三百三十三、三百三十四訓前一小段               | 下山健人                     | 高柳哲司            | 宮原秀二            | 興村忠美 神谷友美              | 8月1日        |
| 220  | 在澡堂泡澡身心皆裸                                                                         | 被揍屋篇、澡堂篇 | 第三百三十四、三百三十五訓                       | 横手美智子                   | 高柳哲司            | 馬引圭              | 寺澤伸介 石川真理子            | 8月8日        |
| 221  | 壽限無                                                                                     | 壽限無篇         | 第三百十四、三百十五訓前半                       | 大和屋暁                     | 田中雄一            | 井上ジェット        | 久行宏和                       | 8月15日       |
| 222  | 名表其人                                                                                   | 壽限無篇         | 第三百十五訓後半                                 | 大和屋暁                     | 小倉宏文            | 三宅和男            | 外谷章                         | 8月22日       |
| 223  |                                                                                            | 父女篇           | 第三百二十九、三百三十訓                         | 横手美智子                   | みなみやすひろ      | みなみやすひろ      | 今岡大                         | 8月29日       |
| 224  |                                                                                            | 藍光篇           | 第三百四十三訓                                   | 下山健人                     | 吉村愛              | 吉村愛              | 青木あさ子                     | 9月5日        |
| 225  | 越獄風雲第２季已經越獄成功了，卻還叫越獄風雲，不過若把這個腐敗的社會想成監獄的話也未嘗不可 | 監獄篇           | 第三百四十、三百四十一訓前半                     | 大和屋暁                     | 高柳哲司            | 宮原秀二            | 興村忠美 神谷友美              | 9月12日       |
| 226  | 人人都是睡衣子                                                                             | 監獄篇           | 第三百四十一訓後半、三百四十二訓                 | 大和屋暁                     | 宮脇千鶴            | 宮脇千鶴            | 山口光紀                       | 9月19日       |
| 227  | 要記得也有像異形戰場那種的同台演出                                                         | crossover篇      | 銀魂 X SKET DANCE特別訓                          | 横手美智子                   | 藤田陽一            | 馬引圭              | 本城恵一朗 升谷由紀            | 9月26日       |
| 228  |                                                                                            | 愛相隨篇         | 第三百四十七、三百四十八訓                       | 大和屋暁                     | 寺澤伸介            | 寺澤伸介            | 寺澤伸介 石川真理子            | 10月3日       |
| 229  | 這世間充滿了愛                                                                             | 愛相隨篇         | 第三百四十九、三百五十訓                         | 大和屋暁                     | みなみやすひろ      | みなみやすひろ      | 外谷章                         | 10月10日      |
| 230  | 想這裡的標題就跟簡訊標題一樣的麻煩                                                         | 簡訊篇           | 第三百五十一、三百五十二訓                       | 横手美智子                   | 宮原秀二            | 宮原秀二            | 興村忠美 神谷友美              | 10月17日      |
| 231  | 第一次參加喪禮沒想到大家都很開朗嚇了我一跳                                                 | 喪禮篇           | 第三百十六、三百十七訓                           | 下山健人                     | 宮脇千鶴            | 宮脇千鶴            | 青木あさ子                     | 10月24日      |
| 232  | 容易忘記的事總是在忘記時出現                                                               | 蓮蓬篇           | 第三百五十三、三百五十四訓                       | 横手美智子                   | 小倉宏文            | 小倉宏文            | 今岡大                         | 10月31日      |
| 233  | 宇宙BURURUN滯在記                                                                          | 蓮蓬篇           | 第三百五十五、三百五十六訓前一小段               | 下山健人                     | 高柳哲司            | 三宅和男            | 青木あさ子                     | 11月7日       |
| 234  | 儲金箱與爛鐵箱                                                                             | 蓮蓬篇           | 第三百五十六、三百五十七訓前半                   | 横手美智子                   | 高柳哲司            | 佐佐木忍            | 鈴木ひろみ 山口光紀            | 11月14日      |
| 235  | 空洞的星球                                                                                 | 蓮蓬篇           | 第三百五十七訓後半、三百五十八、三百五十九訓前半 | 下山健人                     | みなみやすひろ      | みなみやすひろ      | 外谷章 斎藤和也                | 11月21日      |
| 236  | 才不讓你說再見獅什麼的                                                                     | 蓮蓬篇           | 第三百五十九訓後半、三百六十訓                   | 大和屋暁                     | 高柳哲司            | 馬引圭              | 本城恵一朗 升谷由紀            | 11月28日      |
| 237  | 請帶在下去旅行                                                                             | 將軍滑雪篇       | 第三百四十四訓、三百四十五訓前半                 | 下山健人                     | 宮原秀二            | 宮原秀二            | 興村忠美 神谷友美              | 12月5日       |
| 238  | 慰勞旅行其實是疲勞旅行！？                                                                 | 將軍滑雪篇       | 第三百四十五訓後半、三百四十六訓                 | 下山健人                     | 寺澤伸介            | 寺澤伸介            | 寺澤伸介 石川真理子            | 12月12日      |
| 239  | 即使是忘年會也有不能忘記的事物                                                             | 後宫篇           | 第三百三十六訓、三百三十七訓                     | 大和屋暁                     | 井上ジェット        | 井上ジェット        | 今岡大                         | 12月19日      |
| 240  | 人們靠著遺忘過活                                                                           | 後宫篇           | 第三百三十八訓、三百三十九訓                     | 大和屋暁                     | 三宅和男            | 三宅和男            | 青木あさ子                     | 12月26日      |
| 241  | 看英文字首字母的話人類全都是牛郎                                                           | 夜神篇           | 第三百六十二、三百六十三訓前半                   | 横手美智子                   | みなみやすひろ      | みなみやすひろ      | 外谷章                         | 2012年 1月9日 |
| 242  | 女生喜歡 男生喜歡                                                                          | 夜神篇           | 第三百六十三訓後半、三百六十四訓                 | 横手美智子                   | 藤田陽一            | 宮脇千鶴            | 山口光紀                       | 1月16日       |
| 243  | 在名為漫畫的畫布上用人生之筆描繪畫卷                                                       | 漫畫篇           | 第三百六十一訓                                   | 大和屋暁暁                   | 馬引圭              | 馬引圭              | 鈴木ひろみ                     | 1月23日       |
| 244  | Check It Out!!                                                                             | 荊棘流氓篇       | 第三百六十五、三百六十六訓前半                   | 横手美智子                   | 高柳哲司            | 宮原秀二            | 興村忠美 神谷友美              | 1月30日       |
| 245  | 荊棘流氓與薔薇流氓                                                                         | 荊棘流氓篇       | 第三百六十六訓後半、三百六十七訓                 | 下山健人                     | 寺澤伸介            | 寺澤伸介            | 寺澤伸介 石川真理子            | 2月6日        |
| 246  | 壞小子們的祭典                                                                             | 荊棘流氓篇       | 第三百六十八訓、三百六十九訓前半                 | 大和屋暁                     | みなみやすひろ      | みなみやすひろ      | 本城恵一朗 升谷由紀            | 2月13日       |
| 247  | 來自荊棘流氓的信                                                                           | 荊棘流氓篇       | 第三百六十九訓後半、三百七十訓                   | 大和屋暁                     | 篠原俊哉            | 佐佐木忍            | 外谷章                         | 2月20日       |
| 248  | 百萬無用男                                                                                 | 百萬富翁篇       | 第三百七十一訓                                   | 大和屋暁                     | 井上ジェット        | 井上ジェット        | 今岡大                         | 2月27日       |
| 249  |                                                                                            | 買禮物篇         | 第三百八十一訓                                   | 下山健人                     | 高柳哲司            | 三宅和男            | 青木あさ子                     | 3月5日        |
| 250  |                                                                                            | 壓歲錢篇         | 第三百八十二訓                                   | 大和屋暁                     | 藤田陽一            | 宮原秀二            | 興村忠美 神谷友美              | 3月12日       |
| 251  | 在暖爐中睡覺時小心別燙傷○○了                                                               | 暖爐篇           | 第三百八十三訓                                   | 大和屋暁                     | 高柳哲司            | 馬引圭              | 山口光紀                       | 3月19日       |
| 252  | 對不起                                                                                     | 原創             | 原創                                             | 大和屋暁 横手美智子 下山健人 | 藤田陽一            | 宮脇千鶴            | 鈴木ひろみ 石川真理子          | 3月26日       |

| 話數 | 標題                                                    | 篇名       | 使用原作                         | 製作人員   | 製作人員       | 製作人員       | 製作人員              | TV播放日           |
| 話數 | 標題                                                    | 篇名       | 使用原作                         | 劇本       | 分鏡           | 演出           | 作画監督              | TV播放日           |
| ---- | ------------------------------------------------------- | ---------- | -------------------------------- | ---------- | -------------- | -------------- | --------------------- | ------------------ |
| 253  | 離子燙的傢伙裡没有壞蛋 （金髮離子燙的傢伙没一個是好人） | 金魂篇     | 第三百七十二、三百七十三訓       | 大和屋暁   | 藤田陽一       | 馬引圭         | 外谷章                | 2012年 10月4日     |
| 254  | 金時與銀時                                              | 金魂篇     | 第三百七十四訓、三百七十五訓前半 | 大和屋暁   | 宮脇千鶴       | 宮脇千鶴       | 山口光紀              | 10月11日           |
| 255  | 阿金的金○                                               | 金魂篇     | 第三百七十五訓後半至三百七十七訓 | 大和屋暁   | みなみやすひろ | みなみやすひろ | 升谷由紀 本城恵一朗   | 10月18日           |
| 256A | 所謂主人公                                              | 金魂篇     | 第三百七十八訓、三百七十九訓     | 大和屋暁   | 宮脇千鶴       | 三宅和男       | 鈴木ひろみ 石川真理子 | 10月25日           |
| 256B | ただいま （我回來了）                                   | 芒魂篇     | 第三百八十訓                     | 大和屋暁   | 宮脇千鶴       | 三宅和男       | 鈴木ひろみ 石川真理子 | 10月25日           |
| 257  | 傾城逆轉                                                | 一國傾城篇 | 第三百八十六訓、三百八十七訓     | 大和屋暁   | 高柳哲司       | 宮原秀二       | 青野厚司 興村忠美     | 2013年 1月10日     |
| 258  | 人在將軍府！！                                          | 一國傾城篇 | 第三百八十八訓至三百九十訓前半   | 下山健人   | みなみやすひろ | みなみやすひろ | 山口光紀              | 1月17日            |
| 259  | 5根手指                                                 | 一國傾城篇 | 第三百九十訓後半至三百九十三訓   | 下山健人   | 馬引圭         | 馬引圭         | 石川真理子 本城恵一朗 | 1月24日            |
| 260  | 矢志不渝                                                | 一國傾城篇 | 第三百九十四訓至三百九十七訓前半 | 横手美智子 | みなみやすひろ | みなみやすひろ | 外谷章 升谷由紀       | 1月31日            |
| 261  | 不沉之月                                                | 一國傾城篇 | 第三百九十七訓後半至三百九十九訓 | 横手美智子 | 三宅和男       | 吉村愛         | 鈴木ひろみ            | 2月7日             |
| 262  | 激光这个词能让所有人为之心动                            | 尾美一篇   | 第四百零二訓至四百零三訓         | 大和屋暁   | 高柳哲司       | 宮原秀二       | 原田幸枝 青野厚司     | 3月7日             |
| 263  | 两位大哥                                                | 尾美一篇   | 第四百零四訓至四百零六訓         | 横手美智子 | 三宅和男       | 三宅和男       | 山口光紀              | 3月14日            |
| 264  | 酒與汽油與笑容與淚水                                    | 尾美一篇   | 第四百零七訓至四百零九訓         | 下山健人   | 河村智之       | 河村智之       | 佐々木洋平            | 3月21日            |
| 265  | 狗糧的味道比看上去要淡                                  | 狗糧篇     | 第四百訓至四百零一訓             | 大和屋暁   | 吉村愛         | 宮脇千鶴       | 鈴木ひろみ            | 3月28日 第二期完結 |

## 銀魂°（第3期）
| 話數 | 標題                                                                 | 篇名               | 使用原作                               | 製作人員 | 製作人員            | 製作人員            | 製作人員                                                | TV播放日           |
| 話數 | 標題                                                                 | 篇名               | 使用原作                               | 劇本     | 分鏡                | 演出                | 作画監督                                                | TV播放日           |
| ---- | -------------------------------------------------------------------- | ------------------ | -------------------------------------- | -------- | ------------------- | ------------------- | ------------------------------------------------------- | ------------------ |
| 266  | 時間停止不會停在最有甜頭的時候                                       | 時間停止篇         | 第四百八十四訓、第四百八十五訓開頭     | 赤尾でこ | 宮脇千鶴            | 吉村愛              | 本城恵一朗                                              | 2015年 4月8日      |
| 267  | 世上亦有松居棒清理不了的垃圾                                         | 時間停止篇         | 第四百八十五訓                         | 赤尾でこ | 藤田陽一            | 馬引圭              | 鈴木ひろみ                                              | 4月15日            |
| 268  | 監察的戀情始於觀察                                                   | 相親篇             | 第三百八十四、三百八十五訓             | 松原秀   | みなみやすひろ      | みなみやすひろ      | 中村ユミ 石川真理子                                     | 4月22日            |
| 269  | 與其背誦年號還不如記住人物                                           | 晴太讀書篇         | 第四百一十七訓                         | 松原秀   | 高柳哲司            | 宮原秀二            | 楡木哲郎                                                | 4月29日            |
| 269  | 藏得了A書，藏不了○○○                                                 | 藏書篇             | 第四百五十五訓                         | 松原秀   | 高柳哲司            | 宮原秀二            | 楡木哲郎                                                | 4月29日            |
| 270  | 無論美醜，鏡子都能夠忠實呈現                                         | 鏡子篇             | 第四百一十八訓                         | 岸本卓   | 永岡智佳            | 朝木幸彦            | 諏訪可奈恵                                              | 5月6日             |
| 270  | 沒有人會對自己在證照上的照片滿意                                     | 忍者執照篇         | 第四百二十三訓                         | 岸本卓   | 宮脇千鶴            | 朝木幸彦            | 山口光紀                                                | 5月6日             |
| 271  | 在同學會裡遲到的人總是很難融入氣氛                                   | 攘夷同學會篇       | 第四百五十二訓、第四百五十三訓前半     | 岸本卓   | 三宅和男            | 南川達馬            | 興村忠美 田中智子 津曲大介 吉田尚人                     | 5月13日            |
| 272  | 同學會裡會連不願回想起來的過去都被挖掘出來                           | 攘夷同學會篇       | 第四百五十三訓後半、第四百五十四訓     | 岸本卓   | みなみやすひろ      | みなみやすひろ      | 田村里美 今岡大 本田敬一 中村ユミ                       | 5月20日            |
| 273  | 人生五十年與天長地久相較，如夢似彩券                                 | 彩券篇             | 第四百五十訓、第四百五十一訓           | 赤尾でこ | 藤田陽一            | 山口ひかる          | 石川真理子 池内直子 鈴木ひろみ                          | 5月27日            |
| 274  | 鼻孔大的人想像力也很寬廣                                             | 海報篇             | 第四百一十六訓                         | 岸本卓   | 小倉宏文            | 小倉宏文            | 楡木哲郎                                                | 6月3日             |
| 274  | 新開播的戰隊動畫，一開始總是會排斥，但到最後一話時卻又會變得難以割捨 | 代理篇             | 第四百三十六訓                         | 岸本卓   | 小倉宏文            | 小倉宏文            | 楡木哲郎                                                | 6月3日             |
| 275  | 9+1=柳生十兵衛                                                       | 性轉篇             | 第四百三十七訓、第四百三十八訓         | 松原秀   | 高柳哲司            | 藤井康晶            | 諏訪可奈惠 石井久美                                     | 6月10日            |
| 276  | 卡路里總會在遺忘其存在時來襲                                         | 性轉篇             | 第四百三十九訓                         | 松原秀   | 高柳哲司            | 宮原秀二            | 山口光紀 嶋謙一                                         | 6月17日            |
| 277  | 10-1=                                                                | 性轉篇             | 第四百四十訓、第四百四十一訓           | 松原秀   | 高柳哲司            | 越田知明            | 矢崎聰史 一之瀬結梨 本田敬一                            | 6月24日            |
| 278  | 老媽做的便當總是會塞太滿，搞得有點見不得人                           | 便當篇             | 第四百四十三訓                         | 立原正輝 | 馬引圭              | 馬引圭              | 中村ユミ 本田敬一 石川真理子                            | 7月1日             |
| 279  | 朝與夜的死神                                                         | 死神篇             | 第四百六十三訓、第四百六十四訓         | 岸本卓   | みなみやすひろ      | みなみやすひろ      | 楡木哲郎                                                | 7月8日             |
| 280  | 人鬼與否                                                             | 死神篇             | 第四百六十五訓至第四百六十七訓開頭     | 岸本卓   | 三宅和男            | 吉澤俊一            | 中島里惠 菱沼義仁                                       | 7月15日            |
| 281  | 永別了，死神                                                         | 死神篇             | 第四百六十七訓至第四百六十九訓         | 岸本卓   | 藤田陽一            | 山口ひかる          | 本城恵一朗 稲垣あきら                                   | 7月22日            |
| 282  | 鳳凰無論幾次都能夠重生                                               | 鬼故事篇           | 第四百五十六訓                         | 立原正輝 | 永岡智佳            | 永岡智佳            | 矢崎聰史 鈴木ひろみ                                     | 7月29日            |
| 283  | 阿門                                                                 | 將軍失憶篇         | 第四百一十二訓、第四百一十三訓         | 岸本卓   | 高柳哲司            | 越田知明            | 諏訪可奈恵 中村ユミ                                     | 8月5日             |
| 284  | 當領袖很辛苦的                                                       | 將軍失憶篇         | 第四百一十四訓、第四百一十五訓         | 岸本卓   | 高柳哲司            | みなみやすひろ      | 山口光紀 本田敬一 池內直子 一之瀬結梨                   | 8月12日            |
| 285  | 戀愛就是黏蟑屋                                                       | 夏日祭典蟑螂隊長篇 | 第四百六十訓、第四百六十一訓           | 岸本卓   | 高柳哲司            | 池野昭二            | 園田正明 吉岡敏幸 日向正樹                              | 8月19日            |
| 286  | 貝基拉瑪的夏天                                                       | 暑假日常篇         | 第四百一十一訓                         | 赤尾でこ | 高柳哲司            | 藤井康晶            | 今岡大 石川真理子 本田敬一                              | 8月26日            |
| 286  | 空白如也的2015年夏天                                                 | 暑假日常篇         | 第四百六十二訓                         | 赤尾でこ | 高柳哲司            | 藤井康晶            | 今岡大 石川真理子 本田敬一                              | 8月26日            |
| 287  | 我是美乃滋黨 他是甜食黨                                              | 靈魂交換篇         | 第四百七十訓至第四百七十二訓前半       | 赤尾でこ | 山口ひかる          | 山口ひかる          | 松岡謙治 增田俊介 石橋大輔                              | 9月2日             |
| 288  | 我是失職的領導人 他也是失職的領導人                                  | 靈魂交換篇         | 第四百七十二訓後半至第四百七十四訓前半 | 赤尾でこ | 高柳哲司            | 三宅和男            | 本城恵一朗 石川真理子 田中智子                          | 9月9日             |
| 289  | 我是萬事屋 他是真選組                                                | 靈魂交換篇         | 第四百七十四訓後半至第四百七十六訓     | 赤尾でこ | 高柳哲司            | 永岡智佳            | 諏訪可奈恵 凌空凜 矢崎聰史 山口光紀 尾崎正幸            | 9月16日            |
| 290  | 包包要隨時打開放著，就像裡面塞了五千萬圓一樣                         | 小石子篇           | 第四百七十七訓、第四百七十八訓         | 松原秀   | migmi               | migmi               | 佐野陽子 船越麻友美                                     | 9月23日            |
| 291  | 包包要隨時打開放著，就像裡面塞了碎石子一樣                           | 小石子篇           | 第四百七十九訓、第四百八十訓           | 松原秀   | みなみやすひろ      | みなみやすひろ      | 鈴木ひろみ 本田敬一                                     | 9月30日            |
| 291  | 銀魂第三期決定紀念企劃 我們的總集篇                                  | 總集篇             | 不適用                                 | 不適用   | 下青柳邪內          | 山口ひかる          | 榆木哲郎                                                | 9月30日            |
| 292  | 所謂時髦，是當把時髦兩字掛在嘴上時就已經不復存在的東西               | 新八日常篇         | 第四百三十四訓                         | 立原正輝 | 高柳哲司            | 木村益大 南川達馬   | 服部憲知 服部益美                                       | 10月7日            |
| 292  | 這世上分成兩種人，也就是會喊必殺技名字和不會喊的人                   | 新八日常篇         | 第四百八十六訓                         | 立原正輝 | 高柳哲司            | 木村益大 南川達馬   | 服部憲知 服部益美                                       | 10月7日            |
| 293  | 兩隻猴子                                                             | 猿公篇             | 第四百八十二訓、第四百八十三訓         | 松原秀   | 江上潔              | 池野昭二            | 北原章雄 森田實 園田高明 丸山修一                       | 10月14日           |
| 294  | 生死境界中的爆炸頭                                                   | 爆炸頭篇           | 第四百八十八訓、第四百八十九訓         | 松原秀   | 永岡智佳            | 永岡智佳            | 中村ユミ 矢崎聰史 一之瀬結梨                            | 10月21日           |
| 295  | 阿腐郎與爆炸狼                                                       | 爆炸頭篇           | 第四百九十訓、第四百九十一訓           | 松原秀   | 越田知明            | 越田知明            | 本城恵一朗 本田敬一 津曲大介                            | 10月28日           |
| 296  | 忽視初期設定將足以致命                                               | 神樂裝病篇         | 第四百五十七訓、第四百五十八訓前半     | 立原正輝 | 高柳哲司            | 久保太郎            | 興村忠美 藤田正幸                                       | 11月4日            |
| 297  | 告別致詞請簡潔明瞭                                                   | 神樂裝病篇         | 第四百五十八訓後半、第四百五十九訓     | 立原正輝 | 高柳哲司            | 長田絵里            | 中島里惠 本田敬一 諏訪可奈惠                            | 11月11日           |
| 298  | 責任編輯只要一位就夠了                                               | 漫畫家鯱篇         | 第四百一十訓                           | 赤尾でこ | みなみやすひろ      | みなみやすひろ      | 山口光紀 嶋謙一                                         | 11月18日           |
| 298  | G筆變化無常，圓筆冥頑不靈                                            | 漫畫家鯱篇         | 第四百四十二訓                         | 立原正輝 | みなみやすひろ      | みなみやすひろ      | 山口光紀 嶋謙一                                         | 11月18日           |
| 299  | 鐵與魔王都要趁熱打                                                   | 最後的日常篇       | 第四百九十七訓                         | 岸本卓   | 藤井康之 山口ひかる | 藤井康之 山口ひかる | 田中智子 鈴木ひろみ 本田敬一 凌空凜                     | 11月25日           |
| 299  | 機油雨                                                               | 最後的日常篇       | 第四百九十八訓                         | 岸本卓   | 藤井康之 山口ひかる | 藤井康之 山口ひかる | 田中智子 鈴木ひろみ 本田敬一 凌空凜                     | 11月25日           |
| 300  | 光與影的將軍                                                         | 將軍暗殺篇         | 第五百零二訓、第五百零三訓             | 松原秀   | 馬引圭              | 浅見松雄            | 佐野陽子 九鬼朱 野崎麗子 船越麻友美                     | 12月2日            |
| 301  | 忍村                                                                 | 將軍暗殺篇         | 第五百零四訓至第五百零六訓             | 松原秀   | 井畑翔太            | 伊藤達文            | 福元敬子 吉田尚人 本田敬一 矢崎聰史                     | 12月9日            |
| 302  | 忍者魂                                                               | 將軍暗殺篇         | 第五百零七訓至第五百零九訓             | 松原秀   | 三宅和男            | 三宅和男            | 山口光紀 一之瀬結梨 諏訪可奈惠                          | 12月16日           |
| 303  | 最後的五個人                                                         | 將軍暗殺篇         | 第五百一十訓至第五百一十三訓           | 松原秀   | ｍｉｇｍｉ          | ｍｉｇｍｉ          | 長谷川一生 嶋謙一 中島里惠                              | 12月23日           |
| 304  | 保護萬事之人                                                         | 將軍暗殺篇         | 第五百一十四訓至第五百一十七訓         | 岸本卓   | 西澤晉              | 越田知明            | 楡木哲郎 石川真理子                                     | 2016年 1月6日      |
| 305  | 仇                                                                   | 將軍暗殺篇         | 第五百一十八訓至第五百二十一訓開頭     | 岸本卓   | 宮脇千鶴            | 池野昭二            | 中村ユミ 鈴木ひろみ 本城恵一朗                          | 1月13日            |
| 306  | 戰後烏鴉叫                                                           | 將軍暗殺篇         | 第五百二十一訓後半至第五百二十三訓開頭 | 松原秀   | みなみやすひろ      | みなみやすひろ      | 渡邊奈月                                                | 1月20日            |
| 307  | 再見了，好友                                                         | 將軍暗殺篇         | 第五百二十三訓後半、第五百二十四訓     | 松原秀   | 西澤晉              | 久保太郎            | 興村忠美 藤田正幸                                       | 1月27日            |
| 308  | 鬼哭之日                                                             | 再會了真選組篇     | 第五百二十五訓、第五百二十六訓         | 岸本卓   | 永岡智佳            | 永岡智佳            | 田中智子 凌空凜 宮崎里美                                | 2月3日             |
| 309  | 英雄總是會晚到                                                       | 再會了真選組篇     | 第五百二十七訓、第五百二十八訓         | 岸本卓   | 山口ひかる          | 山口ひかる          | 池內直子 山口光紀                                       | 2月10日            |
| 310  | 遺忘之物                                                             | 再會了真選組篇     | 第五百二十九訓至第五百三十一訓開頭     | 岸本卓   | 三宅和男            | 三宅和男            | 中島里惠 諏訪可奈惠                                     | 2月17日            |
| 311  | 逃獄                                                                 | 再會了真選組篇     | 第五百三十一訓後半、第五百三十二訓     | 岸本卓   | 川南なぎさ          | 浅見松雄            | 佐野陽子 九鬼朱 船越麻友美 木下由美子 櫻井木之實 林隆祥 | 2月24日            |
| 311  | 畫隨筆漫畫是作畫的樂趣                                               | 隨筆漫畫篇         | 第四百八十一訓                         | 赤尾でこ | 高柳哲司            | 浅見松雄            | 野崎麗子                                                | 2月24日            |
| 312  | 野狗                                                                 | 再會了真選組篇     | 第五百三十三訓至第五百三十六訓         | 松原秀   | みなみやすひろ      | みなみやすひろ      | 長谷川一生 宮崎里美 今岡大 鈴木ひろみ                   | 3月2日             |
| 313  | 沒能傳出去的簡訊                                                     | 再會了真選組篇     | 第五百三十七訓至第五百四十訓           | 松原秀   | 伊藤達文            | 伊藤達文            | 石川真理子 一之瀬結梨 中村ユミ 興村忠美 山口光紀        | 3月9日             |
| 314  | 罪                                                                   | 再會了真選組篇     | 第五百四十一訓至第五百四十五訓前半     | 松原秀   | 越田知明            | 越田知明            | 津曲大介 中島理惠 嶋謙一                                | 3月16日            |
| 315  | 信女                                                                 | 再會了真選組篇     | 第五百四十五訓後半至第五百四十九訓     | 松原秀   | 西澤晉              | migmi               | 楡木哲郎 佐佐木洋平                                     | 3月23日            |
| 316  | 再會了，真選組                                                       | 再會了真選組篇     | 第五百五十訓、第五百五十一訓           | 立原正輝 | 馬引圭              | 山口ひかる          | 石川真理子 諏訪可奈惠 竹內進二                          | 3月30日 第三期完結 |

## 銀魂.（第4期）
| 話數 | 標題           | 篇名       | 使用原作                       | 製作人員 | 製作人員       | 製作人員       | 製作人員                                                   | TV播放日      |
| 話數 | 標題           | 篇名       | 使用原作                       | 劇本     | 分鏡           | 演出           | 作画監督                                                   | TV播放日      |
| ---- | -------------- | ---------- | ------------------------------ | -------- | -------------- | -------------- | ---------------------------------------------------------- | ------------- |
| 317  | 怪物與怪物之子 | 烙陽決戰篇 | 第五百五十二訓至五百五十四訓   | 立原正輝 | 宮脇千鶴       | migmi          | 宮崎里美 嶋謙一                                            | 2017年 1月9日 |
| 318  | 請假單         | 烙陽決戰篇 | 第五百五十五訓至五百五十八訓   | 立原正輝 | migmi          | 久保太郎       | 興村忠美 飯飼一幸                                          | 1月16日       |
| 319  | 武士之歌       | 烙陽決戰篇 | 第五百五十九訓至五百六十一訓   | 岸本卓   | 伊藤達文       | 伊藤達文       | 中村由美 長谷川一生 一之瀬結梨                             | 1月23日       |
| 320  | 假髮           | 烙陽決戰篇 | 第五百六十二訓至五百六十五訓   | 岸本卓   | みなみやすひろ | みなみやすひろ | 鈴木博美 田中智子                                          | 1月30日       |
| 321  | 兩個大傻子     | 烙陽決戰篇 | 第五百六十一訓至五百六十九訓   | 岸本卓   | 高本宣弘       | 淺見松雄       | 野崎麗子 九鬼朱 扇多惠子 森悅史 船越麻友美 佐野陽子 白石悟 | 2月6日        |
| 322  | 十年           | 烙陽決戰篇 | 第五百七十訓至五百七十三訓     | 岸本卓   | 越田知明       | 越田知明       | 石川真理子 山口光紀                                        | 2月13日       |
| 323  | 道路           | 烙陽決戰篇 | 第五百七十四訓至五百七十七訓   | 岸本卓   | 遠藤廣隆       | 馬引圭         | 嶋謙一 宮崎里美 楡木哲郎                                   | 2月20日       |
| 324  | 徨安之主       | 烙陽決戰篇 | 第五百七十八訓至五百八十訓     | 松原秀   | migmi          | migmi          | 一之瀬結梨 長谷川一生 小室未來                             | 2月27日       |
| 325  | 迷途兔子       | 烙陽決戰篇 | 第五百八十一訓至五百八十三訓   | 松原秀   | 高本宣弘       | 川久保圭史     | 小野晃 飯飼一幸 興村忠美 猿渡聖加                          | 3月6日        |
| 326  | 兄妹           | 烙陽決戰篇 | 第五百八十五訓至五百八十九訓   | 松原秀   | みなみやすひろ | みなみやすひろ | 田中智子 鈴木博美 久行宏和 中村由美                        | 3月13日       |
| 327  | 大弟子         | 烙陽決戰篇 | 第五百九十訓至五百九十三訓开頭 | 松原秀   | 久行宏和       | 浅見松雄       | 野崎麗子 九鬼朱 扇多恵子 森悦史 船越麻友美 佐野陽子 白石悟 | 3月20日       |
| 328  | 希望           | 烙陽決戰篇 | 第五百九十三訓至五百九十五訓   | 松原秀   | 宮脇千鶴       | 宮原秀二       | 石川真理子 山口光紀 宮崎里美 嶋謙一                        | 3月27日       |

| 話數 | 標題                           | 篇名         | 使用原作                               | 製作人員 | 製作人員       | 製作人員       | 製作人員                                   | TV播放日 |
| 話數 | 標題                           | 篇名         | 使用原作                               | 劇本     | 分鏡           | 演出           | 作画監督                                   | TV播放日 |
| ---- | ------------------------------ | ------------ | -------------------------------------- | -------- | -------------- | -------------- | ------------------------------------------ | -------- |
| 329  | 成年人的阶梯未必都往上         | 神樂交男友篇 | 第四百十九訓・四百二十訓前半           | 立原正輝 | 高柳哲司       | 宮原秀二       | 嶋謙一 佐佐木洋平                          | 10月2日  |
| 330  | 禿子爸爸和白髮爸爸和爸爸的眼鏡 | 神樂交男友篇 | 第四百二十訓後半・四百二十二訓         | 立原正輝 | 高柳哲司       | 久保太郎       | 興村忠美 飯飼一幸                          | 10月9日  |
| 331  | 一碗拉麵                       | 幾松拉麵篇   | 第四百三十一訓・四百三十二訓前半       | 松原秀   | みなみやすひろ | みなみやすひろ | 嶋謙一                                     | 10月16日 |
| 332  | 一家人                         | 幾松拉麵篇   | 第四百三十二訓後半・四百三十三訓       | 松原秀   | 久行宏和       | 榎本守         | 鶴田眸                                     | 10月23日 |
| 333A | 生與死的墨鏡                   | 狙击手篇     | 第四百四十四訓                         | 松原秀   | 宮脇千鶴       | migmi          | 山口光紀                                   | 10月30日 |
| 333B | 所有的答案都在现场             | 推理篇       | 第四百三十五訓                         | 松原秀   | 宮脇千鶴       | migmi          | 山口光紀                                   | 10月30日 |
| 334  | 尋鞘三千里                     | 刀鞘篇       | 第四百二十四訓・四百二十五訓           | 岸本卓   | 高柳哲司       | 久保太郎       | 興村忠美 飯飼一幸                          | 11月6日  |
| 335  | 抖S與抖S                       | 刀鞘篇       | 第四百二十六訓・四百二十七訓           | 岸本卓   | 永岡智佳       | 池野昭二       | 中村由美 宮崎里美 一之瀬结梨               | 11月13日 |
| 336  | 最強的劍與最差的劍             | 刀鞘篇       | 第四百二十八訓・四百二十九訓           | 岸本卓   | みなみやすひろ | みなみやすひろ | 嶋謙一 長谷川一生                          | 11月20日 |
| 337  | 握手前要先洗手                 | 偶像篇       | 第四百四十五訓・四百四十六訓前半       | 立原正輝 | 小倉宏文       | 浅見松雄       | 白石悟 九鬼朱 野崎麗子 船越麻友美 扇多恵子 | 11月27日 |
| 338  | 鑽石不會受傷                   | 偶像篇       | 第四百四十六訓後半 ・ 四百四十八訓前半 | 立原正輝 | migmi          | migmi          | 田中智子 鈴木裕美                          | 12月4日  |
| 339  | 偶像的勳章                     | 偶像篇       | 第四百四十八訓後半・四百四十九訓       | 立原正輝 | 山口川光       | 榎本守         | 鶴田眸 徳田夢之介 楡木哲郎                 | 12月11日 |
| 340A | 神作糞作只是一紙之隔           | 双六篇       | 第四百三十訓                           | 松原秀   | 高柳哲司       | 久保太郎       | 興村忠美 飯飼一幸                          | 12月18日 |
| 340B | 眼镜是灵魂的一部分             | 守护灵篇     | 第四百九十九訓前半                     | 松原秀   | 高柳哲司       | 久保太郎       | 興村忠美 飯飼一幸                          | 12月18日 |
| 341  | 守护灵也是灵魂的一部分         | 守护灵篇     | 第四百九十九訓後半・五百一訓           | 松原秀   | 高柳哲司       | 進藤陽平       | 石川真理子 山口光紀                        | 12月25日 |

| 話數  | 標題                                 | 篇名     | 使用原作                                              | 製作人員 | 製作人員          | 製作人員                | 製作人員                                                                           | TV播放日          |
| 話數  | 標題                                 | 篇名     | 使用原作                                              | 劇本     | 分鏡              | 演出                    | 作画監督                                                                           | TV播放日          |
| ----- | ------------------------------------ | -------- | ----------------------------------------------------- | -------- | ----------------- | ----------------------- | ---------------------------------------------------------------------------------- | ----------------- |
| 342   | 天然卷就算变得软塌塌也还是会恢复     | 銀之魂篇 | 第五百九十六訓・五百九十八訓                          | 立原正輝 | みなみやすひろ    | みなみやすひろ          | 一之瀬结梨 楡木哲郎 宮崎里美                                                       | 2018年 1月8日     |
| 343   | 调味料要适量                         | 銀之魂篇 | 第五百九十九訓・六百訓（第67巻）                      | 立原正輝 | 小倉宏文          | まついひとゆき          | 米山浩平 尾崎正幸 平岡雅樹                                                         | 1月15日           |
| 344   | 不良的小孩後腦勺都留頭髮             | 銀之魂篇 | 第六百一訓 - 六百三訓的一部（第67巻）                 | 立原正輝 | 榎本守            | 榎本守                  | 嶋謙一 長谷川一生                                                                  | 1月22日           |
| 345   | 顽强与顽固只有一纸之隔               | 銀之魂篇 | 第六百三訓的一部 - 六百六訓（第67巻）                 | 立原正輝 | 宮原秀二          | 宮原秀二                | 田中智子 徳田夢之介 鈴木裕美                                                       | 1月29日           |
| 346   | 爷爷把不能忘记的往事刻在皱纹里       | 銀之魂篇 | 第六百七訓 - 六百九訓前半（第67巻・第68巻）           | 松原秀   | 遠藤広隆          | 浅見松雄                | 白石悟 九鬼朱 野崎麗子 船越麻友美 扇多恵子                                         | 2月5日            |
| 347   | 学会无用知识的机械叫人类             | 銀之魂篇 | 第六百九訓後半 - 六百十二訓（第68巻）                 | 松原秀   | 小倉宏文          | 小倉宏文                | 鶴田眸 石川真理子 山口光紀                                                         | 2月12日           |
| 348   | 男人无需粗长只要够硬                 | 銀之魂篇 | 第六百十三訓 - 六百十五訓开頭（第68巻）               | 松原秀   | 高柳哲司          | 小室未来                | 宮崎里美 一之瀬結梨 犬塚政彦                                                       | 2月19日           |
| 349   | 恶鬼最怕一寸法师那样的小不点         | 銀之魂篇 | 第六百十五訓 - 六百二十訓冒頭（第68巻・第69巻）       | 松原秀   | みなみやすひろ    | みなみやすひろ          | 興村忠美 飯飼一幸 アベ正己 小野晃 菊地功一 國井実可子 西村幸恵 一之瀬結梨 宮崎里美 | 2月26日           |
| 350   | 好汉不提当年勇 勇武应教他人传        | 銀之魂篇 | 第六百二十訓 - 六百二十三訓（第69巻）                 | 松原秀   | 西澤晋            | 池野昭二                | 中村由美 嶋謙一 長谷川一生                                                         | 3月5日            |
| 351   | JUMP就该实力膨胀                     | 銀之魂篇 | 第六百二十四訓 - 六百二十六訓（第69巻）               | 岸本卓   | 鶴田眸            | 進藤陽平                | 田中智子 徳田夢之介 鈴木博美 一之瀬結梨 宮崎里美 長谷川一生 高倉香恵 佐人木洋平    | 3月12日           |
| 352   | 和平与毁灭表里一体                   | 銀之魂篇 | 第六百二十七訓 - 第六百二十九訓前半（第69巻・第70巻） | 岸本卓   | 小倉宏文          | まついひとゆき          | 米山浩平 尾崎正幸 平岡雅樹                                                         | 3月19日           |
| 353   | 所谓武士道 既只当自己一秒后死亡      | 銀之魂篇 | 第六百二十九訓後半 - 六百三十一訓（第70巻）           | 岸本卓   | 遠藤広隆          | 宮原秀二                | 鶴田眸 石川真理子 山口光紀                                                         | 3月26日           |
| 354   | 一邊做壞事一邊做善事的生物           | 銀之魂篇 | 第六百三十二訓 - 六百三十四訓开頭（第70巻）           | 岸本卓   | 宮脇千鶴          | 榎本守二                | 一之瀬結梨 宮崎里美 早乙女啓 佐人木洋平                                            | 7月9日            |
| 355   | 兔子在月夜高高躍起                   | 銀之魂篇 | 第六百三十四訓 - 六百三十七訓（第70巻・第71巻）       | 岸本卓   | みなみやすひろ    | みなみやすひろ          | 嶋謙一 石川真理子 山口光紀 徳田夢之介                                              | 7月16日           |
| 356   | 讓無趣的世界變得有趣                 | 銀之魂篇 | 第六百三十八訓 - 六百四十三訓开頭（第71巻）           | 岸本卓   | 水野春香          | まついひとゆき          | 米山浩平 尾崎正幸 平岡雅樹                                                         | 7月23日           |
| 357   | 出格的舉動會有出格的結果             | 銀之魂篇 | 第六百四十三訓 - 六百四十八訓开頭（第71巻・第72巻）   | 岸本卓   | 馬引圭 宮脇千鶴   | 香味豐 みなみやすひろ   | 中村由美 田中智子 鈴木博美 高倉香恵 山口光紀 野崎麗子                              | 7月30日           |
| 358   | 眾多的王                             | 銀之魂篇 | 第六百四十八訓 - 六百五十二訓开頭（第72巻）           | 立原正輝 | みなみやすひろ    | 池野昭二                | 服部益美 米山浩平 細田沙織 加瀬幸治                                                | 8月6日            |
| 359   | 無業不會受任何人影響                 | 銀之魂篇 | 第六百五十二訓 - 六百五十六訓（第72巻・第73巻）       | 立原正輝 | 高本宣弘          | 浅見松雄                | 飯飼一幸 興村忠美 水野友美子 田中みどり アベ正己 小野晃                            | 8月13日           |
| 360   | 殺手鐧要留到最後                     | 銀之魂篇 | 第六百五十七訓 - 六百六十三訓（第73巻）               | 立原正輝 | 鶴田眸            | まついひとゆき 進藤陽平 | 嶋謙一 徳田夢之介 尾崎正幸 田中智子 一ノ瀬結梨 皆川愛香利 鈴木ひろみ 早乙女啓      | 8月20日           |
| 361   | 名為人類的生物                       | 銀之魂篇 | 第六百六十四訓 - 六百六十九訓开頭（第73巻・第74巻）   | 立原正輝 | 藤田陽一 宮脇千鶴 | みなみやすひろ          | 竹内進二 嶋謙一 高倉香恵 山口光紀 佐々木洋平 石川真理子                            | 8月27日           |
| 362   | 招牌                                 | 銀之魂篇 | 六百六十九訓开頭 - 六百七十一訓（第74巻）             | 立原正輝 | 高柳哲司          | まついひとゆき          | 竹内進二 米山浩平 平岡雅樹 関口雅浩 室山祥子 後藤麻梨子                            | 9月3日            |
| 363   | 亡靈                                 | 銀之魂篇 | 六百七十二訓 - 六百七十五訓开頭 (第74巻）             | 立原正輝 | 高柳哲司          | 島崎奈々子              | 鈴木ひろみ 一ノ瀬結梨 皆川愛香利 野崎麗子 佐々木洋平                               | 9月10日           |
| 364   | 少女的兩年是男人的十年               | 銀之魂篇 | 六百七十五訓 - 六百七十八訓 (第74巻・第75卷）         | 立原正輝 | 宮崎修治          | 宮崎修治                | 中村ユミ 高倉香恵 山口光紀 田中智子 米山浩平 佐々木洋平 竹内進二                   | 9月17日           |
| 365   | 救贖                                 | 銀之魂篇 | 六百七十九訓 - 六百八十二訓 (第75卷）                 | 松原秀   | 高本宣弘          | 池野昭二                | 石川真理子 嶋謙一 細田沙織 尾崎正幸                                                | 9月24日           |
| 366   | 瞪眼                                 | 銀之魂篇 | 六百八十三訓 - 六百八十五訓 (第75卷）                 | 松原秀   | みなみやすひろ    | 進藤陽平                | 一ノ瀬結梨 鈴木ひろみ 皆川愛香利 山口光紀                                          | 10月1日           |
| 367-A | 就算是反派也有可以做和不可以做的事情 | 銀之魂篇 | 六百八十六訓 - 六百八十七訓[前半] (第76卷）           | 松原秀   | 高柳哲司          | みなみやすひろ          | 竹内進二 中村ユミ 嶋謙一                                                           | 10月8日第四期完結 |
| 367-B | 銀魂完結完結詐騙審判                 | 銀之魂篇 | 原創                                                  | 松原秀   | 宮脇千鶴          | みなみやすひろ          | 田中智子 山口光紀                                                                  | 10月8日第四期完結 |

## 銀魂番外篇
《銀魂 〜凡事都是開頭最重要所以稍微逞强一點反而比較好〜》（銀魂 〜何事も最初が肝心なので多少背伸びするくらいが丁度良い〜）
使用原作第十七訓、第一、二十四訓的一部分，2005年秋上映。
《銀魂劇場版 〜白夜叉降臨〜 預告篇》（劇場版銀魂 〜白夜叉降誕〜 予告篇）
內容為惡搞，2008年秋上映。
《銀魂 〜鑽進被窩之後很在意擦拭的痕跡想睡卻睡不著的時候也是有的〜》（銀魂 〜布団に入ってから拭き残しに気付いて寝るに寝れない時もある〜）
使用原作第三百一十二訓，2015年春上映。
《銀魂 第297.5話 銀魂動畫史上最大的事件》（銀魂 〜美味いモノは後回しにすると横取りされるからやっぱり先に食え〜）
預告銀魂2015冬季即將播放『將軍暗殺篇』。
《銀魂 愛染香篇》
公開日期：2016年8月4日（第295.5話前篇）；2016年11月4日（第295.5話後篇）。
使用原作愛染香篇（漫畫492～496訓、55卷，以OAD動畫的行式推出），「銀魂」第65卷（2016年8月）＆第66卷（2016年11月）附贈發售。
《銀魂 THE SEMI-FINAL》
公開日期：2021年1月15日（萬事屋篇）；2021年1月20日（真選組篇）。
電影《銀魂 THE FINAL》的前日譚，於2021年1月15日及1月20日在dTV獨家播放，全2話。

## 銀魂精選集
- 『銀魂精選集#每話內容』

## 外部連結
- 銀魂(2006) （页面存档备份，存于） （日語）
- 銀魂(第2期) （页面存档备份，存于） （日語）
- 銀魂(第3期) （页面存档备份，存于） （日語）
- 銀魂官網 （页面存档备份，存于） （日語）